# Ploudaniel
Ne doit pas être confondu avec Pleudaniel.
Ploudaniel [pludanjɛl] est une commune française du département du Finistère, en région Bretagne.

## Géographie

### Présentation générale
Ploudaniel est située sur le plateau du Léon au nord-ouest du département du Finistère. La commune est située à 20 km au nord de Brest, entre Landerneau et Lesneven, à une quinzaine de km au sud du littoral de la Manche. La proximité de la voie express RN 12 permet un accès rapide vers Brest et Morlaix. Ploudaniel fait partie de la Communauté de communes du Pays de Lesneven et de la côte des Légendes.
Deux axes routiers important écornent le finage communal : la route nationale 12, voie expresse allant de Paris à Brest, dans la partie sud, aux portes de Landerneau. L'échangeur de Saint-Éloi dessert certes d'abord Landerneau, mais aussi Ploudaniel et est même devenu un lieu de transit très fréquenté sur l'itinéraire routier Brest-Lesneven via cet échangeur et Ploudaniel, désormais préféré par de nombreux automobilistes à l'itinéraire traditionnel empruntant la route départementale 788, plus direct mais moins rapide. Cet échangeur de Saint-Éloi a suscité la naissance de deux zones industrielles, la « zone industrielle de Saint-Éloi-Mescoden » et la « zone industrielle de Saint-Éloi », certes situées aux portes de Landerneau, mais sur le territoire de la commune de Ploudaniel qui s'étend là très loin vers le sud. La partie ouest du territoire communal est traversée par la route départementale 788, ancienne route nationale 788 déclassée en 1972, allant de Brest à Saint-Pol-de-Léon via Plabennec et Lesneven, son tronçon traversant la commune étant à quatre voies à hauteur de la laiterie de Ploudaniel. Une rocade routière permettant de contourner par l'ouest le bourg de Ploudaniel a été mise en service en 2012.
Le territoire communal « affecte la forme d'un trident, dont deux pointes sont tournées vers l'est, alors que la pointe sud s'avance jusqu'à deux kilomètres de Landerneau (chapelle Saint-Éloy). La paroisse de Ploudaniel était considérée comme l'une des premières du Léon. Plusieurs recteurs de Ploudaniel appartenaient à des familles nobles ; un  certain nombre avaient des grades universitaires ». Le bourg de Ploudaniel est très excentré au sein du finage communal, situé presque à sa limite orientale, en raison du tracé de l'Aber-Wrac'h qui forme la limite séparative avec le territoire de Trégarantec : la ferme de Kerdec'hoalé et le lotissement du Roudous font partie de Trégarantec malgré leur proximité du bourg de Ploudaniel.
La superficie de Ploudaniel est de 4 628 hectares (46,28 km2) avec une altitude minimale de 27 mètres à l'ouest du finage communal près du moulin de Guiziou (qui fait partie de la commune du Drennec) et un maximum de 121 mètres vers le sud du territoire communal (un hameau se nomme même « Menez Léon » [Menez signifie "mont" en breton]), la mairie se trouvant à 73 mètres d'altitude.

### Communes limitrophes
| Lanarvily                        | Trégarantec, Lesneven, Le Folgoët | Saint-Méen    |
| Le Drennec                       | Ploudaniel                        | Saint-Derrien |
| Kersaint Plabennec, Saint-Thonan | Landerneau                        | Trémaouézan   |

### La tourbière de Lann Gazel (marais de Langazel)
La tourbière de Lann Gazel (marais de Langazel), d'une superficie d'environ 500 ha, est située à cheval sur les communes de Ploudaniel, Trémaouézan et Plouédern. Elle est drainée par des ruisseaux tributaires de l'Aber-Wrac'h s'écoulant vers le nord-ouest en deux branches principales entre lesquelles se situe le bourg de Ploudaniel. D'anciennes tourbières y ont été exploitées et c'est désormais un espace naturel protégé, faisant partie des sites Natura 2000, dont la gestion naturaliste a commencé en 1992.

« La tourbière de Langazel abrite des espèces et des  habitats ou milieux naturels d'intérêt européen en proportion importante. Ces habitats et ces espèces sont répertoriés dans deux directives européennes pour la conservation des milieux naturels ainsi que de la faune et de la flore sauvages : la directive "Oiseaux" de
1979 et la directive "Habitats-faune-flore" de 1992. »

Un circuit de randonnée d'une longueur de 8 km et un sentier d'interprétation d'une durée de 30 minutes ont été aménagés pour en permettre la visite.

### Le «granite» de Ploudaniel
Le « granite » de Ploudaniel, en fait de la diorite bleu-noir, était exploité au XIXe siècle : par exemple en 1878, Victor Lapierre fils exploite des carrières de granite, désignée parfois sous l'appellation de "granits de Brest", à Laber, Plouguin, Kersanton, Ploudaniel. On en trouve par exemple utilisée pour des monuments funéraires dans les cimetières de Brest.

« La diorite de Ploudaniel (...) est à présent bien oubliée. Cette roche sombre, riche en mica noir, a pourtant été exploitée pendant des siècles au centre du Pays de Léon, où elle entrait en concurrence avec le kersanton. Ses gisements semblent plus puissants que ceux de la célèbre roche de la Rade de Brest ; mais l'éloignement de la mer, au milieu d'une région naguère peu accessible, a limité son utilisation à une aire plus restreinte. Elle apparaît dans les édifices religieux : porche de l'église de Lesneven (1762 - 1763), pro parte dans la basilique du Folgoët et dans l'église Saint-Martin à Brest (1874 - 1881) et civils (localement au château de Trébodennic, dans plusieurs constructions à Landerneau, Lesneven, etc.) Son aptitude à la taille fine est moindre que celle du kersanton, mais elle l'emporte, de loin, sur son rival, par la qualité de son poli et par sa belle teinte bleu-noir. Dans les monuments funéraires, la diorite de Ploudaniel est souvent réunie au kersanton. (...) Dans les cimetières brestois, les dates observées s'échelonnent entre 1883 et 1916. »

Elle a également été utilisée pour l'église Saint-Martin (marches de l'entrée principale sous le clocher ; marches de la porte latérale sud, bordure de l'entourage du chœur).

### Hydrographie
Pour un article plus général, voir Réseau hydrographique du Finistère.
La commune est située dans le bassin Loire-Bretagne. Elle est drainée par l'aber Vrac'h, l'aber vrac'h, le Quillimadec, le ruisseau le Quillimadec et divers autres petits cours d'eau,.
L'Aber-Wrac'h, d'une longueur de 33 km, prend sa source dans la commune de Trémaouézan et se jette  dans la Manche entre les communes de Landéda et de Plouguerneau, après avoir traversé dix communes.  Les caractéristiques hydrologiques de l'Aber Wrac'h (branche ouest) sont données par la station hydrologique située sur la commune du Drennec. Le débit moyen mensuel est de 0,466 m3/s. Le débit moyen journalier maximum est de 5,93 m3/s, atteint lors de la crue du 15 février 1974. Le débit instantané maximal est quant à lui de 7,52 m3/s, atteint le 11 février 1974.

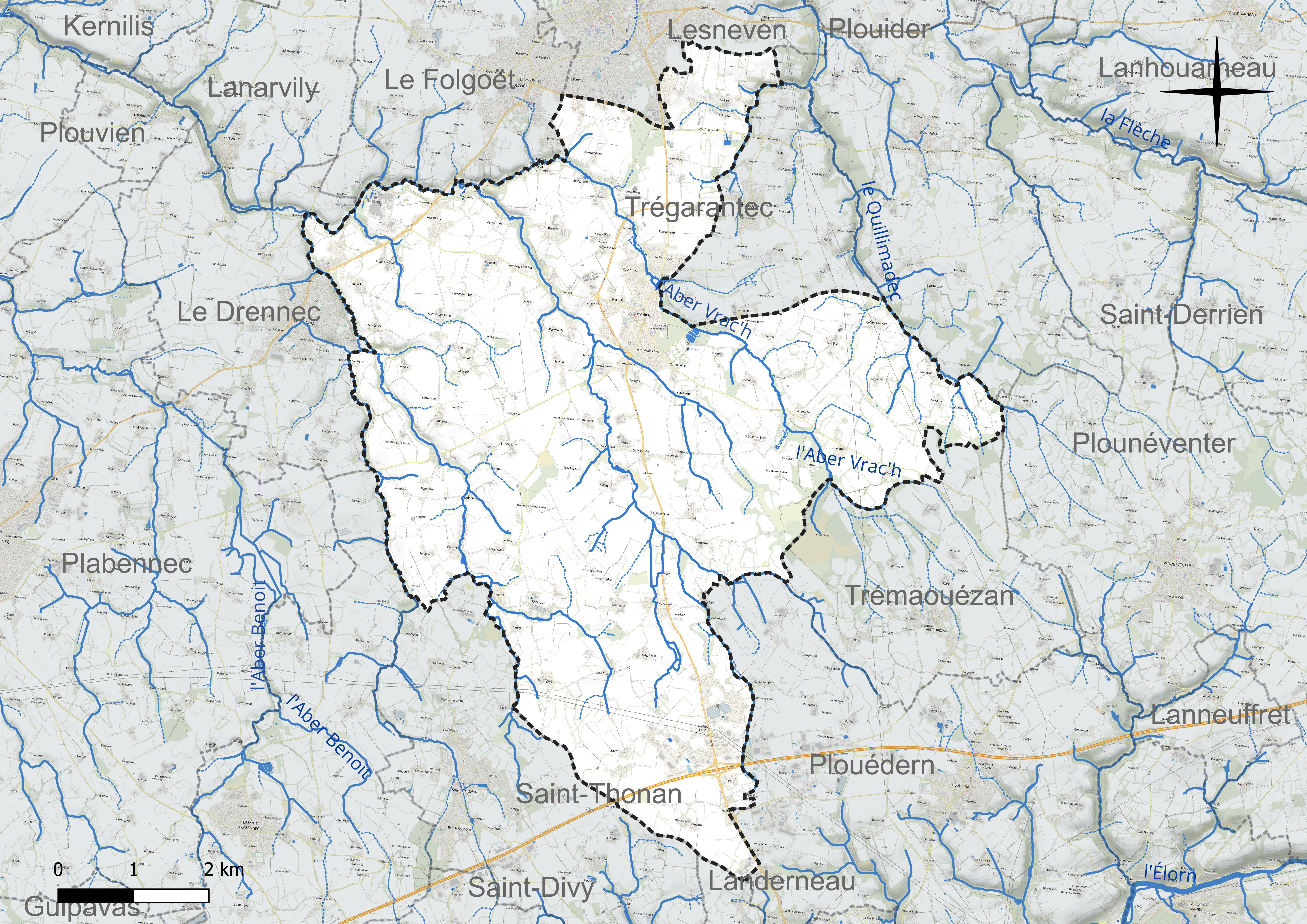
Réseau hydrographique de Ploudaniel.

Le Quillimadec, d'une longueur de 22 km, prend sa source dans la commune de Plounéventer et se jette  dans la Manche à Guissény, après avoir traversé dix communes. 

### Climat
Le climat qui caractérise la commune est qualifié, en 2010, de « climat océanique franc », selon la typologie des climats de la France qui compte alors huit grands types de climats en métropole. En 2020, la commune ressort du type « climat océanique » dans la classification établie par Météo-France, qui ne compte désormais, en première approche, que cinq grands types de climats en métropole. Ce type de climat se traduit par des températures douces et une pluviométrie relativement abondante (en liaison avec les perturbations venant de l'Atlantique), répartie tout au long de l'année avec un léger maximum d'octobre à février.
Les paramètres climatiques qui ont permis d'établir la typologie de 2010 comportent six variables pour les températures et huit pour les précipitations, dont les valeurs correspondent à la normale 1971-2000. Les sept principales variables caractérisant la commune sont présentées dans l'encadré ci-après.
| Paramètres climatiques communaux sur la période 1971-2000 - Moyenne annuelle de température : 11,6 °C - Nombre de jours avec une température inférieure à −5 °C : 0,6 j - Nombre de jours avec une température supérieure à 30 °C : 0,5 j - Amplitude thermique annuelle : 9,9 °C - Cumuls annuels de précipitation : 1 067 mm - Nombre de jours de précipitation en janvier : 16,8 j - Nombre de jours de précipitation en juillet : 8,3 j |

Avec le changement climatique, ces variables ont évolué. Une étude réalisée en 2014 par la Direction générale de l'Énergie et du Climat complétée par des études régionales prévoit en effet que la  température moyenne devrait croître et la pluviométrie moyenne baisser, avec toutefois de fortes variations régionales. La station météorologique de Météo-France installée sur la commune et mise en service en 1982 permet de connaître l'évolution des indicateurs météorologiques. Le tableau détaillé pour la période 1981-2010 est présenté ci-après.
| Mois                                  | jan.             | fév.            | mars          | avril           | mai             | juin          | jui.           | août            | sep.          | oct.            | nov.            | déc.            | année      |
| ------------------------------------- | ---------------- | --------------- | ------------- | --------------- | --------------- | ------------- | -------------- | --------------- | ------------- | --------------- | --------------- | --------------- | ---------- |
| Température minimale moyenne (°C)     | 3,9              | 3,6             | 4,7           | 5,3             | 8,2             | 10,5          | 12,5           | 12,3            | 10,4          | 8,8             | 6,1             | 4,3             | 7,6        |
| Température moyenne (°C)              | 6,7              | 6,7             | 8,3           | 9,5             | 12,5            | 14,9          | 16,9           | 16,9            | 15,1          | 12,5            | 9,3             | 7,2             | 11,4       |
| Température maximale moyenne (°C)     | 9,5              | 9,9             | 12            | 13,7            | 16,8            | 19,3          | 21,4           | 21,5            | 19,7          | 16,3            | 12,4            | 10,1            | 15,2       |
| Record de froid (°C) date du record   | −10,4 01.01.1997 | −8,2 25.02.1986 | −4,5 19.03.18 | −3,5 05.04.1990 | −1,1 07.05.1997 | 1,6 01.06.06  | 4,1 07.07.1996 | 3,7 30.08.11    | 1,5 28.09.07  | −4,5 29.10.1997 | −4,6 23.11.1983 | −7,5 11.12.1991 | −10,4 1997 |
| Record de chaleur (°C) date du record | 16,8 24.01.16    | 21,4 27.02.19   | 24,3 19.03.05 | 28,5 22.04.1984 | 29,5 20.05.1989 | 32,3 30.06.15 | 39,6 18.07.22  | 36,4 02.08.1990 | 31,5 14.09.20 | 28,3 01.10.11   | 21,5 02.11.1982 | 18,8 02.12.1985 | 39,6 2022  |
| Précipitations (mm)                   | 139,1            | 106,4           | 92,1          | 86              | 75,3            | 55,6          | 63,8           | 61,8            | 77,3          | 126,2           | 134,8           | 145,7           | 1 164,1    |

## Urbanisme

### Typologie
Au 1er janvier 2024, Ploudaniel est catégorisée bourg rural, selon la nouvelle grille communale de densité à 7 niveaux définie par l'Insee en 2022.
Elle est située hors unité urbaine. Par ailleurs la commune fait partie de l'aire d'attraction de Brest, dont elle est une commune de la couronne,. Cette aire, qui regroupe 68 communes, est catégorisée dans les aires de 200 000 à moins de 700 000 habitants,.

### Occupation des sols
L'occupation des sols de la commune, telle qu'elle ressort de la base de données européenne d'occupation biophysique des sols Corine Land Cover (CLC), est marquée par l'importance des territoires agricoles (88,5 % en 2018), en diminution par rapport à 1990 (91,1 %). La répartition détaillée en 2018 est la suivante : 
terres arables (50 %), zones agricoles hétérogènes (31,6 %), prairies (6,9 %), forêts (5,3 %), zones urbanisées (3,6 %), zones industrielles ou commerciales et réseaux de communication (2,5 %). L'évolution de l'occupation des sols de la commune et de ses infrastructures peut être observée sur les différentes représentations cartographiques du territoire : la carte de Cassini (XVIIIe siècle), la carte d'état-major (1820-1866) et les cartes ou photos aériennes de l'IGN pour la période actuelle (1950 à aujourd'hui).

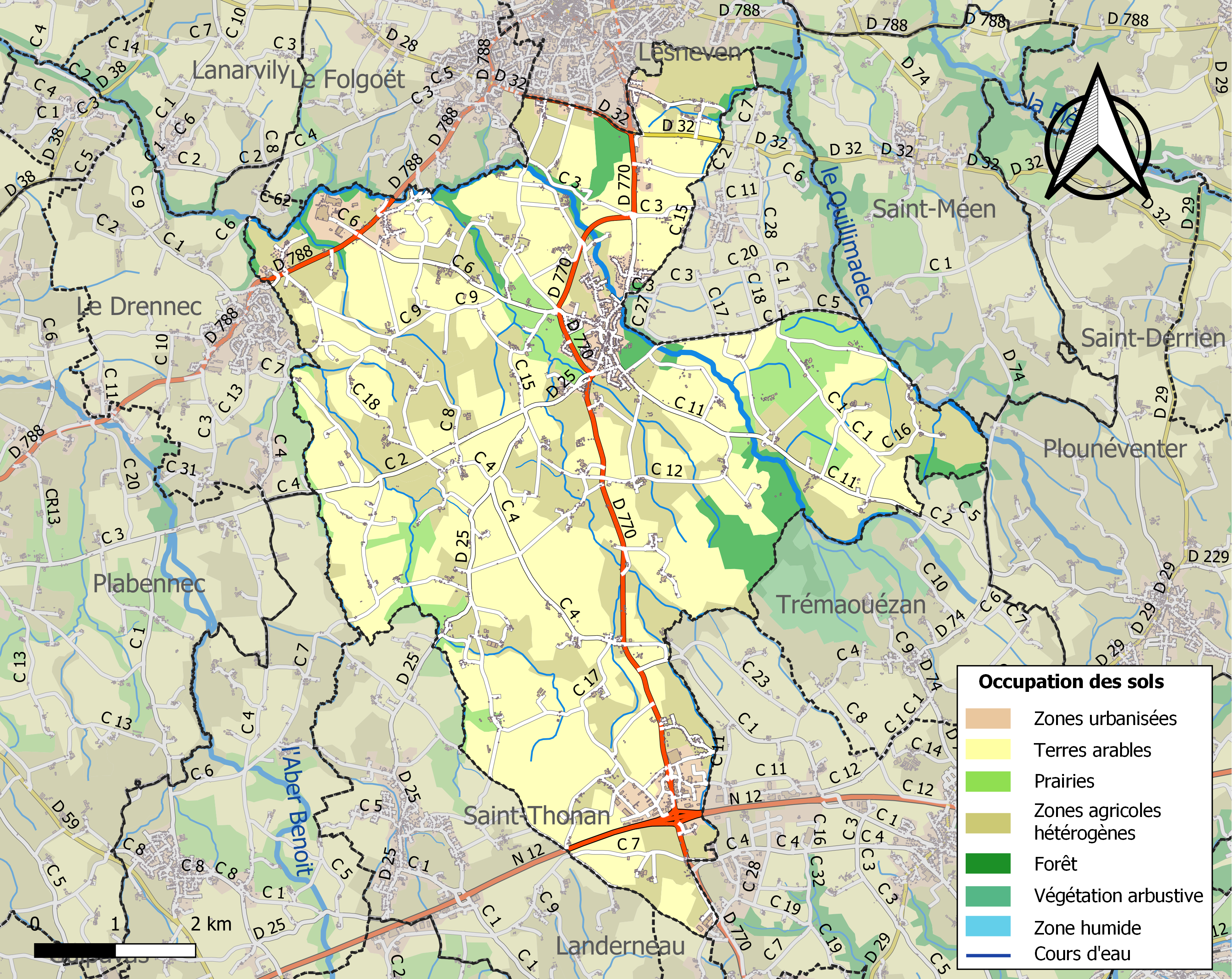
Carte des infrastructures et de l'occupation des sols de la commune en 2018 (CLC).

## Toponymie
Ploudaniel vient du breton plou (« paroisse ») et de saint Deniel, dit aussi saint Deinioel ou Daniel de Bangor Fawr (le nom de la paroisse s'est écrit au haut Moyen Âge Ploedenyel, Ploudeniel ou encore en 1528 Guic-denyel même si d'autres graphies se terminaient en « -daniel » : Ploudaniel (en 1310), Ploedaniel (vers 1330 et en 1336), Plebs Danielis (en 1336), Guicdenyel (en 1528), Ploedaniel (en 1481)[réf. nécessaire].

## Histoire

### Étymologie et origines
La paroisse de Ploudaniel faisait partie de l'archidiaconé de Kemenet-Ily relevant de l'évêché de Léon. Elle avait comme trèves Saint-Méen et Trémaouézan. Primitivement, elle englobait ses trèves et la paroisse de Trégarantec, ainsi qu'une partie de Guicquelau (Le Folgoët).
L'église paroissiale était alors consacrée au frère du roi Judicaël, Ssaint Guinien, ermite du VIIe siècle. Les vitraux de l'église actuelle racontent les principales scènes de sa vie.

« Arnec était fils de saint Judicaël et de la reine Morone sa femme. Il embrassa la vie religieuse sous saint Judoce, son oncle, avec lequel il vécut quelque temps sur les bords de la Canche, dans le Ponthieu. À la mort de ce saint parent, il revint dans le Léon, y bâtit sur les bords de l'Élorn une cellule et une chapelle devenue célèbre sous le nom de Land-Ernoc, nom qu'a conservé la ville actuelle de Landerneau. Plus tard saint Arnec devint évêque dans le canton d'Illy. Son évêché ne renfermait que vingt ménages. Pendant son épiscopat, il fit construire deux églises dans la paroisse de Ploudaniel et les dédia aux deux meilleurs amis qu'avait eu le roi son père, l'une à saint Méen, l'autre à saint Éloi. Près de lui vivait un saint ermite nommé Guénion, Guinien ou Vinien, qui était frère de saint Judicaël et à qui saint Arnec céda son évêché. Saint Guinien est patron de Pleudaniel. L'ancien petit royaume d'Illy était dans la paroisse de Trégarantec, dans la section Lysien, et contenait dix-sept villages. Saint Arnec est le patron de Trégarantec »

Albert le Grand a écrit en 1636 : « On montrait, il y a peu d'années, près du bourg de Ploudaniel, un gros rocher portant l'empreinte des pieds du cheval de saint Guinien ; et le petit canton, où était ce rocher et où le saint s'arrêta jadis, se nommait et se nomme encore "le saut du Saint", ou "le saut du cheval" (Lam-ar-Sant, pé Lam-ar-marc'h) ».

### Préhistoire et Antiquité

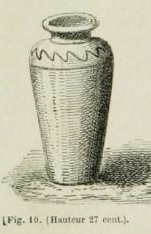
Vase gaulois trouvé entre Ploudaniel et Plounéventer.

Le patrimoine archéologique témoigne de la richesse du passé de la localité : les stèles de Ruat (un lec'h hémisphérique d'environ 10 tonnes découvert en 1960 à l'emplacement d'un ancien lieu de culte protohistorique) et de Kerloès (stèle protohistorique retrouvée dans le soubassement de la croix de Kerloïs, témoignant d'un réemploi chrétien d'un lieu de culte païen) datent de l'âge du fer et un camp protohistorique à éperon barré, dit « camp de César », à la limite des communes de Ploudaniel et du Folgoët, au confluent de deux des ruisseaux qui forment l'Aber-Wrac'h, entouré d'un mur datant de l'époque gauloise a été identifié, même si les fortifications subsistantes sont très arasées.

« C'est un éperon barré fermé par une levée de terre d'environ 4 m de haut sur 8 m de large, précédé d'un fossé large et profond, et dominant la rivière d'une hauteur de 15 mètres. Restes de levées sur les côtés entourés par les rivières. À l'extrémité nord du fossé, au point où il rejoint la vallée, est une seconde enceinte de 30 m sur 20 m, avec puits. Restes problématiques de tours. »

Une tombe datant de l'Âge du bronze a été découverte en 1971 à Kerno. Durant l'hiver 2017-2018, la fouille archéologique préventive de la future zone artisanale de Saint-Éloi amène à la découverte d'un enclos d'habitat occupé sans interruption de l'Âge du bronze au Moyen Âge où furent découvertes des amphores fabriquées dans le sud de l'Angleterre au VIIe siècle ou VIIIe siècle.
La voie romaine allant de Kérilien à Portus Salionicus passait par Ploudaniel, Plabennec et Saint-Renan. Un vase gaulois a été trouvé entre Plounéventer et Ploudaniel.

### Moyen ÂgeetÉpoque moderne

#### Saint Guiriec (saint Guévroc) à Ploudaniel
Saint Guirec, dit aussi saint Guevroc, après avoir fondé un monastère à Locquirec dont il serait resté l'abbé pendant six ans, aurait fait élire un autre abbé à sa place pour se rendre dans la paroisse de Ploudaniel, « où il s'arresta en une petite vallée fort sombre, située au pied d'une époisse forest, lequel lieu fut depuis de son nom appelé Traoun-Guevroc, c'est-à-dire le "val de Guevroc", où il édifia premièrement une petite chapelle de rameaux d'arbres, et auprès une petite chambrette, et demeura en ce lieu deux ans entiers, vivant dans une admirable abstinence et solitude ». Il y aurait reçu la visite de saint Pol, lequel, après avoir du insister vivement, aurait réussi à le faire venir près de lui en la ville d'Occismor (Saint-Pol-de-Léon), en faisant le grand vicaire de son diocèse. Ceci explique l'existence d'une chapelle Saint-Guevroc, désormais disparue.

#### Yves Le Grand et "Les antiquités léonnaises"
Vers 1472, le chanoine Yves Le Grand, recteur de Plounéventer et Ploudaniel, chancelier de la cathédrale de Léon, aumônier du duc de Bretagne François II, mit par écrit le fruit de ses recherches sur Les antiquités léonnaises. Son neveu Vincent Le Grand, sénéchal de Carhaix en hérita et légua à son tour ces papiers à un de ses neveux Albert Le Grand, lequel s'en servit pour écrire en 1636 "Les vies des saints de la Bretagne Armorique : ensemble un ample catalogue chronologique et historique des evesques d'icelle… et le catalogue de la pluspart des abbés, blazons de leurs armes et autres curieuses recherches".

#### Les seigneuries de Ploudaniel
À l'époque féodale, les familles Du Poulpry et Gouzillon (cette famille, dont le nom provient d'une terre de Saint-Vougay, était représentée aux montres de l'évêché de Léon entre 1425 et 1534 ;  Prigent de Gouzillon est seigneur de Kernao en 1416), puis à partir de 1568 les Barbier de Kerno (Kerneau), dominent la vie paroissiale.

##### Le manoir et la famille du Poulpry
Guillaume du Poulpry est anobli par le duc de Bretagne Jean V vers 1400. Alain de Poulpry, ecclésiastique, seigneur de Lavengat en Guissény, juriste, conseiller au Parlement de Bretagne, décédé en 1599, construisit en 1584 le château de Trébodennic en Ploudaniel, qu'il légua ensuite à son neveu. La famille a disparu assez tôt de Ploudaniel, l'une des rares traces généalogiques à Ploudaniel étant le mariage le 17 juin 1658 dans l'église paroissiale d'Anne du Poulpry avec Mathurin Le Ny, né vers 1631 au manoir de Caudeletz en Bréventec. On relève aussi le baptême le 9 janvier 1671 de Guillemette Gabrielle du Poulpry, fille de François du Poulpry et de Anne-Gabrielle-Louise de Penmarc'h, au château de Trébodennic, et 9 décembre 1681 le baptême de Gabriel-François-Guillaume du Poulpry, fils de François du Poulpry et de Gabrielle de Tinténiac.
Le manoir de Poulpry a désormais disparu, il n'en subsiste qu'une porte gothique réemployée dans une ferme.

##### La seigneurie de Quillimadec
Quillimadec bre est un mot breton qui signifie en français "crête de montagne fertile". Les seigneurs de Quillimadec portaient comme blason "d'argent en chef endenché de gueules" et étaient aussi juveigneurs de Coatmeur, barons de la Hunaudaye, seigneurs de Coattrez (Coëttrez) en Ploudaniel (désormais Coatrez en Trémaouézan) et de Trojoliff (désormais Tronjoly) en Plougar ; la seigneurie est passée successivement par alliance aux mains des familles Kerasquer, Penancoët et Barbier du Liscoët. Ainsi des seigneurs de Kerasquer sont présents aux montres de l'évêché de Léon entre 1443 et 1534. Les seigneurs de Quillimadec possédaient aussi à Sizun la chapelle Saint-Maudetz. Les Penancoët, « seigneur du dit-lieu, paroisse de Saint-Renan, de Kerouazle en Guilers, de Quillimadec et Kerbaronnou en Ploudaniel, de Chef-du-Bois près de Pont-l'Abbé, du Chastel, paroisse de Plouarzel, de Coëtivy, paroisse de Plouvien », etc. étaient l'une des plus vieilles familles du Léon comme l'illustre ce vieux dicton : « Antiquité de Penancoët, vaillance de Chastel, richesse de Carman, chevalerie de Kergournadech ». En 1699, l'héritier des Penancoët écrit que son feu père (François de Penancoët, décédé le 9 mai 1690) « estoit connu un des plus riches et aisés gentilhommes de son évesché » et que tout le monde savait « ce qu'estoit un gentilhomme de la fortune du dit seigneur de Quillimadec ». Plusieurs seigneurs de Quillimadec ont été "capitaines" (= responsables de la milice locale dont les membres semblent avoir été cinq ou six) de la paroisse de Ploudaniel (par exemple François de Penancoët va jusqu'à Carhaix acheter avec son propre argent des fusils qui se révéleront d'ailleurs être défectueux. De 1692 à 1694, Jean-Jacques de Penancoët, héritier de son père François de Penancoët, est envoyé à Paris parfaire son éducation (« pour y changer d'air et prendre le ton qui convenait à un Seigneur de sa condition »). À son retour de Paris, il fut émancipé et dut avoir recours à une procédure d'arbitrage pour estimer la dette qu'il devait payer à sa mère Anne Gilette de Kerangar (laquelle se remaria avec le seigneur de Boisgrollier) en raison des frais engagés, en particulier lors de son séjour à Paris.
L'ancien manoir gothique de Quillimadec, situé à la limite de Ploudaniel et de Saint-Méen, a été démoli au début du XXe siècle.

##### La seigneurie de Kerno
Les marquis de Lescoët, qui habitaient au château de Kerno, étaient héréditairement gouverneurs de Lesneven. Voici la généalogie simplifiée des Barbier de Kerjean, devenus par mariage Barbier de Kerno :
- Louis Barbier, seigneur de Kerjean, né en 1523, marié le 20 janvier 1550 avec Françoise de Morizur et remarié en 1571 avec Jeanne Gouzillon, héritière du château de Kerno (Kernao) en Ploudaniel, décédé en 1596.
- Jacques Barbier, seigneur de Kerjean, né le 24 juin 1572 au château de Kerjean en Saint-Vougay, marié en 1610 avec Claude de Lescoët (fille aînée de Prigent de Lescoët, seigneur Lescoët en Lanarvily et de Kergoff en Kernouës, et d'Anne de Kerloec'h), capitaine de Lesneven en 1603, décédé en 1644 à Ploudaniel
- Alain Barbier, seigneur de Lescoët, né en 1640, marié avec Renée d'Altovity, décédé le 14 février 1692
- Sébastien Barbier, seigneur de Lescoët et de Kerno, né en 1640, marié vers 1685 avec Louise Julienne Du Cleuz, dame Du Gage, capitaine de la paroisse de Ploudaniel, décédé le 25 mars 1704 et inhumé dans l'église des Récollets de Lesneven.
- Claude Alain Barbier, comte de Lescoët, né le 14 mai 1691 au château de Kerno en Ploudaniel, marié le 27 novembre 1714 à Maël-Pestivien avec Françoise Perrine Le Borgne, héritière de Lesquiffiou en Pleyber-Christ, décédée le 21 décembre 1744 au château de Kerno. Lui-même décéda le 17 août 1763 au couvent des Récollets de Lesneven où il s'était retiré depuis 18 ans, inconsolable d'avoir perdu son épouse. Il participa à la Conspiration de Pontcallec, mais obtint des lettres de rémission. Ce couple eut 19 enfants dont :
- François Claude Barbier, marquis de Lescoët, né le 11 septembre 1715 au château de Lesquiffiou, marié le 31 juillet 1730 avec Marie-Anne-Jeanne de Penancoët, décédé le 25 mars 1768 à Plérin
- Claude-Alexandre-Marie Barbier, comte de Lescoët, né le 15 août 1735 au château de Kerno, marié le 20 janvier 1775 à Lesneven avec Marie-Françoise de Kerguiziau, décédé le 24 septembre 1776 à Brest
- Sébastien-François-Joseph Barbier de Lescoët, marquis de Lescoët, frère du précédent, né le 21 août 1751 à Lesneven, marié le 18 février 1780 avec Catherine-Vincente de Kergariou. Il émigra en 1792 en Angleterre après avoir caché son argenterie et ses titres de féodalité dans un mur de la tourelle nord de son château où cela fut retrouvé lors d'une perquisition effectuée par le district de Lesneven le 12 Germinal an II (1er avril 1794). Il est décédé en 1834.

Claude Alain Barbier est ainsi décrit par Louis Le Guennec :

« Sa vie fut celle avant tout d'un rural amateur de beaux chevaux, de chasse, de jardinage, de fleurs, de plantes et d'arbres rares, celle aussi d'un " honnête homme " cultivé, abonné aux gazettes, faisant venir de Paris les livres en vogue, qu'il prête volontiers à ses voisins, celle enfin d'un père de famille soucieux de la santé, de la bonne conduite, de l'avancement des siens, d'une dignité de vie parfaite, et d'un noble de vieille race, d'un important propriétaire qui fait dans son canton figure de chef de clan, veille à ses prérogatives de haut justicier, de prééminencier, de capitaine de milices, ménage et étend ses relations mondaines, correspond avec les plus grands seigneurs du Léon et du Tréguier, dont beaucoup sont ses parents, avec les présidents au Parlement, les intendants, les maréchaux, les ministres, les princes du sang. »

La seigneurie de Kerno possédait son moulin banal, le bâtiment existe encore.

##### Les autres seigneuries
Une autre seigneurie, celle de Kerven ou Kerguen, « seigneurs du dit-lieu et de Lerezrec, paroisse de Ploudaniel, de Kersulec et de Lestourdu, paroisse de Plouider », etc. est aussi « d'ancienne chevalerie depuis neuf générations » et présente aux montres de l'Évêché de Léon entre 1426 et 1534. D'autres seigneuries existaient : celle de Landiffern, seigneurs du dit-lieu, celle de Le Moine, seigneur de Trévigny, Langouneau et Kermoné en Plounéour-Trez, mais aussi du Vieux-Chastel et de Coëttrez en Ploudaniel, etc., elle aussi « d'ancienne chevalerie depuis au moins quatorze générations » et présente aux montres entre 1426 et 1534, celle des Le Rodellec, seigneurs du Porzic, paroisse de Quilbignon, mais aussi de Trémoguer en Ploudaniel, etc. La famille de Coëtjunval doit aussi son nom à une ancienne seigneurie de Ploudaniel.
En novembre 1566, Michelle Le Borgne, épouse de feu Rolland de Kerjagu, inhumé dans l'église de Ploudaniel, est dame douairière du manoir du Parc en Ploudaniel et écrit son testament et crée une fondation pour célébrer après sa mort sa mémoire et celle de son mari.

#### La fête de l'Aguinaléà Ploudaniel
La fête de l'Aguinalé ('"L'acquit de l'an neuf") se déroulait traditionnellement à Ploudaniel, comme dans le reste de la région. Elle se déroulait pendant la Nuit de la Saint-Sylvestre. C'était à l'époque une tournée de quêteurs quémandant des étrennes, des pièces de monnaie ou des victuailles. Louis Le Guennec dans Vieux Souvenirs bas-bretons a raconté l'expédition nocturne de deux jeunes fêtards, Vicant an Ours et François Coant, la nuit du 31 décembre 1612.

#### Les premières écoles de Ploudaniel
Dès le début du XVIe siècle, Michel Le Nobletz, alors âgé de 13 ans, vint à Ploudaniel faire ses humanités pendant six ans près de maître Alain Le Guen, originaire de Trémaouézan.
Sébastien Dottoux, né à Ploudaniel, chanoine du Folgoët en 1649, demeurant au manoir de Trébodennic, fit une fondation, approuvée le 8 août 1679, par l'évêque de Léon, Neboux de la Brosse, pour créer une chapellenie dont le titulaire devait créer puis faire fonctionner une école à Ploudaniel ; il mourut en 1663. La classe devra être faite tous les jours non chômés aux enfants et jeunes gens de Ploudaniel « qui souhaiteront se ranger à apprendre leurs créances et catéchisme ou à lire et à escrire, et lesquels estant journellement assemblés dans le lieu où on fera ladite école audit bourg de Ploudaniel seront exhortés, par ledit chapelain pour le temps, de lire chacun le Pater noster et l'Ave Maria devant le très auguste et très adorable sacrement de l'autel, et ledit chapelain dira à la fin de ladite école l'antienne en l'honneur de la saincte Vierge Marie selon le temps ».

#### Les chapelles et l'ossuaire
Ploudaniel possédait avant la Révolution française six chapelles : Sainte-Pétronille, Saint-Eloy, Sainte-Brigitte, Sainte-Barbe, Saint-Guevroc et l'ossuaire ; seules les deux premières existent encore. Elle en aurait même possédé douze par le passé.
Fiacre Cochart, prêtre à Ploudaniel, a composé en 1740 une gwerz titrée en.breton Gwerz ar garnel ("Complainte de l'ossuaire") dont voici la traduction française :
 « Venons à l'ossuaire, chrétiens, voir les reliques

 De nos frères et sœurs, de nos pères, de nos aïeuls

 De nos voisins, de nos amis

 Voyons l'état pitoyable où ils se trouvent réduits.

 Vous les voyez cassés, émiettés ;

 Même la plupart sont en poussière tombés,

 Ici plus de noblesse, plus de fortune, plus de beauté !

 La mort et la terre ont tout confondu

 Entre le pauvre et le riche, le maître et le valet,

 Plus de différence ; tous sont semblables.

 Il ne reste d'eux que des os, de la poussière et de la pourriture.

 Ils nous dégoûteraient si nous n'en avions pitié. »

 etc...

### Lesjulodedde Ploudaniel
Plusieurs familles de Ploudaniel s'enrichirent avec la culture et le travail du lin (Ploudaniel se trouvant à la limite nord de la zone de culture du lin, mais au cœur de la zone toilière), devenant des juloded et habitant des fermes cossues, de véritables manoirs comme à Mesguen et Trémoguer. Aujourd'hui encore quelques kanndi sont encore visibles dans la commune comme le douet de Kermahellan. Ils furent souvent à l'origine de la construction des chapelles.

### LeXVIIIesiècle
Au début de 1734, le comte Claude Alain de Lescoët écrit que « le tonnerre, tomba sur le clocher de Ploudaniel, pendant la grand'-messe ; le clocher tomba une sur partie de la charpente, qui assola tuer douze personnes et en blessa douze dont il en a encore quelques-unes qui pourroient bien en mourir ».
Le 22 mars 1773, le baptême d'un jeune nègre, qui appartenait au comte de Rosnévet lieutenant des vaisseaux du Roi, en présence de tout le clergé de la paroisse et de toute la noblesse des environs, fit sensation à Ploudaniel.
En 1774, le recteur de Ploudaniel, Pen de Kerollant, répond à l'enquête sur la mendicité dans le Léon organisée par Jean-François de La Marche et écrit que « le nombre des mendiants domiciliés de Ploudaniel est d'environ deux cents, ce qui fait environ le vingtième de tous les habitants domiciliés de cette paroisse », que « la source de la mendicité est ici, comme ailleurs, la pauvreté des chefs de famille, qui passant des pères aux enfants les engage à mendier ; habitude qu'ils contractent facilement et dont ils ont bien de la peine à se corriger dans la suite », que « l'espèce ordinaire des mendiants est composée de vieillards, d'infirmes, d'enfants et souvent de personnes en état de travailler ».
Charles Riou de Kersalaun, de Ploudaniel, fit partie de l'escadre de l'amiral d'Estaing pendant la guerre d'indépendance américaine.

### Révolution française
La paroisse de Ploudaniel envoya en 1788 deux députés, Guillaume Kerdelaut et François L'Houée, à l'assemblée du tiers-état de la sénéchaussée de Lesneven chargée d'élire deux députés pour la réunion des États généraux de 1789. Ils rédigèrent en cette occasion un cahier de doléances.
Des sept prêtres en fonction à Ploudaniel lorsque débute la Révolution française, un seul, Jean Inizan, prêta serment à la Constitution civile du clergé. Les six autres furent donc insermentés, dont le curé Pen de Kerollant, qui fut emprisonné à partir d'août 1792, d'abord au château de Brest, puis à Audierne et enfin à Landerneau où il mourut d'épuisement (il était âgé de 78 ans) en août 1793. Yves Cochard, clerc tonsuré de la paroisse de Ploudaniel, insermenté en 1791, fut écroué au château du Taureau en 1792. Un curé constitutionnel, Jean-François Porlodec, fut nommé le 12 août 1792, mais les deux bedeaux de la paroisse refusèrent alors de continuer à exercer leurs fonctions et la municipalité elle-même resta fidèle aux prêtres non assermentés.
Ploudaniel fut concerné par l'insurrection du Léon de mars 1793 contre le gouvernement révolutionnaire : Nicolas Kéruzoré, domestique de Pierre Kermarec à Veleinen en Ploudaniel dit « qu'il vit à onze heures du matin plus de trois cent cinquante personnes dans le chemin dont cinquante sautèrent dans le champ et l'obligèrent à quitter son ouvrage et de s'armer de la pelle avec laquelle il tirait des panés, qu'il ne les accompagna que jusqu'au moulin du Luchan ». Gabriel Gestin, du Rest en Ploudaniel dit « que plus de trois cent personnes passèrent devant sa maison ; elles étaient dit-on de Plounéventer, Saint-Servais, Plougar, que plusieurs entrèrent chez lui et le forcèrent à les suivre et à s'armer de sa faucille sous peine d'être tué (…), qu'il n'a été que jusqu'au Luchan, il a entendu des coups de canon et est rentré chez lui à cinq heures et demie du soir ». Le citoyen Bodros, entrepreneur, déclara « que les ouvriers employés à la réparation de la route de Lesneven et travaillant entre Ploudaniel et le Moulin Neuf, furent menacés par les cultivateurs armés de fusils, de fourches et de bâtons aboutés de faucilles, dont le nombre grossissait et qui voulaient les forcer à marcher avec eux, ils disaient entre autres choses en breton : Il faut raser et couper le cou à ces petites culottes, désignant par ces expressions les habitants des villes ».
En mars 1793, Ploudaniel fit partie, avec Plounéventer, Plouguerneau, Guissény et Kerlouan, des communes condamnées à payer en tout 40 600 livres de dédommagement pour s'être rebellée contre le gouvernement républicain (Ploudaniel eut à payer 7 000 livres). Le 12 avril 1793, se déroule à Lesneven le procès intenté à deux notables de la commune, Jean-Michel Cuf et Sébastien Féburier, ainsi qu'aux deux sacristains, Jean Cueffeur et Jean Boulic pour avoir sonné le tocsin le jour du tirage au sort consécutif à la levée en masse.
Le 12 mai 1793, un arbre de la liberté est planté à Ploudaniel. Le procès-verbal de cette cérémonie se trouve dans les archives municipales de Ploudaniel.
La pratique clandestine du culte catholique est attestée : par exemple le 7 avril 1797, la gendarmerie de Lesneven constate la présence de plus de 2 000 fidèles à une messe célébrée dans la ferme de Kerangal à Ploudaniel. D'autres documents évoquent des cérémonies religieuses dans des granges à Kerannou, Kerven, Sainte-Barbe. Le 23 ventôse an VII (13 mars 1799), trois habitants de Ploudaniel, Louis Coz, Yves Gestin et Hervé Jourdren, sont condamnés pour avoir organisé une cérémonie le 12 mars 1799 dans la chapelle Saint-Éloi.
Barbier du Liscoët, émigré, qui vivait antérieurement en sa demeure de Kerno, vit ses biens confisqués et ses livres réunis à ceux de la bibliothèque de Lesneven. Le château de Trébodennic et ses dépendances fut aussi vendu comme bien national ; un jour, dit-on, monté sur une tourelle afin de l'abattre, un homme fit une chute mortelle, la tourelle fut préservée.
Un site Internet présente la paroisse de Ploudaniel pendant la Révolution française.

### LeXIXesiècle

#### La première moitié duXIXesiècle
En 1821, Ferdinand-Victor Perrot, âgé de seulement 19 ans, peint pour l'église paroissiale de Ploudaniel une Assomption qui fit déjà parler de lui.
Le marquis Alain Louis Félicité de Coëtlogon acheta en 1840 le château de Kerno. Il devint maire de Ploudaniel en 1844, perd son siège en 1846, mais le retrouve, nommé par Louis-Napoléon Bonaparte en 1852 ; il resta maire jusqu'à son décès survenu en janvier 1858. Il décida en 1856 la reconstruction de l'église paroissiale par l'architecte diocésain Joseph Bigot.
Guillaume Poher, un aïeul d'Alain Poher, fut instituteur et secrétaire de mairie à Ploudaniel. En 1837, il fut révoqué pour avoir parlé au vicaire de manière « peu convenable » ; bien que père de huit enfants, il fut réduit à mendier.

#### Le "Pardon des chevaux" à la chapelle Saint-Éloi en 1853
Max Radiguet, dans Souvenirs de l'Amérique espagnole : Chili, Pérou, Brésil, partie Les pèlerins de Saint-Éloi, les feux de la Saint-Jean, décrit ainsi le "Pardon des chevaux" à la chapelle Saint-Éloi en 1853 :

« Près du bourg de Ploudaniel (...), on rencontre, au bord de la route impériale, paisiblement assise dans l'ombre noire des hêtres, des châtaigniers et des sapins, une humble église de campagne placée sous l'invocation de saint Éloi. La flèche de granit de son clocher, aux arêtes dentelées, surgit comme un obélisque de la fraîche oasis qui l'enserre, et ses cloches oisives, à moins de circonstances très exceptionnelles, n'effarouchent guère que les amoureux ébats des ramiers qui, durant la saison chaude, remplissent les hautes cimes environnantes de roucoulements et de frissons d'aile. (...). Le 23 juin 1853 (...), sur les grands chemins fauves et dans les sentiers creux qui convergeaient à Saint-Éloi, l'on voyait arriver, soulevant à flots la poussière, des chevaux de différentes races et de toutes les couleurs, ceux-ci débonnairement attachés par la queue en longues files, ceux-là conduits par des cavaliers assis les deux jambes pendantes sur le même flanc ; d'autres, plus intraitables, l'œil en feu, le crin échevelé, l'allure inquiète, inondés de sueur, s'avançaient frémissants sous la permanente menace du bâton levé de leur conducteur, et venaient grossir autour de l'église des groupes tumultueux où le bruit des sabots qui martelaient le sol s'unissait à des fanfares de hennissements. Ce concours de bêtes de somme était causé par l'attente d'une messe annuelle destinée à faire descendre les faveurs de saint Éloi sur les chevaux présents à sa célébration. (...) D'après une croyance assez commune, les pèlerins se trouvant par une protection spéciale à l'abri des maléfices et des maladies jusqu'au coucher du soleil, certains valets de ferme ne se font pas faute d'expérimenter cette grâce d'état en se livrant à des courses effrénées et à d'autres violentes prouesses d'équitation, le tout à la plus grande gloire du saint. L'heure de la messe était venue : les cloches, sous l'effort énergique des paysans qui s'étaient disputés l'honneur de les mettre en branle, faisaient vibrer la tour et s'élançaient éperdues comme pour suivre leurs sons. (...). Chaque nouvel arrivant conduisait sa monture jusqu'à la statue de saint Éloi et là, lui levant le sabot d'une main, lui tirant la bride de l'autre, il la contraignait à faire une sorte de salut ; et tous, après avoir déposé dans le tronc quelques vieux sous, se dirigeaient vers l'église, dont ils faisaient trois fois le tour ; laissant ensuite leurs chevaux sous la garde d'une personne connue, ils entraient dans le sanctuaire, récitaient, agenouillés sur les dalles, une oraison de circonstance, et venaient déposer au pied de l'autel un paquet de crin arraché partie  à la queue, partie à la crinière de chacun de leurs chevaux. Cette offrande, qui semble au premier abord assez insignifiante, produit pourtant après les deux jours consacrés au pèlerinage, des paquets de crin dont la vente rapporte à l'église, année moyenne, huit cents francs, qui, jointes aux dons pécuniaires, a parfois élevé au chiffre de quinze cents francs les recettes de Saint-Éloi. »

De nombreux autres "pardons aux chevaux", souvent dans des chapelles consacrées à saint Éloi, existaient alors en Bretagne, par exemple à Ploudalmézeau, Plouarzel, Plérin, Bothoa, etc., mais d'autres "saints vétérinaires" étaient aussi associés à des pardons aux chevaux comme saint Herbot dans la chapelle de Saint-Herbot ou saint Salomon dans la chapelle Saint-Salomon à Plouyé.

#### Les costumes des fidèles au milieu duXIXesiècle

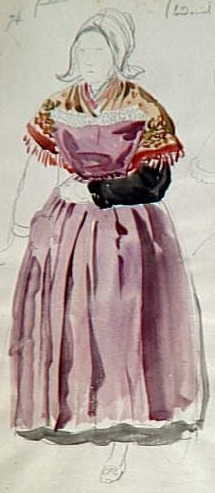
François Hippolyte Lalaisse : Femme de Ploudaniel, étude de costume.

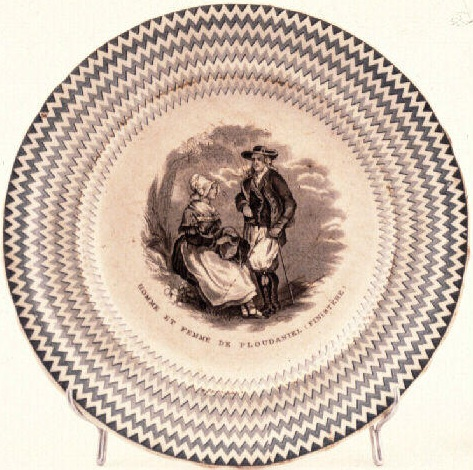
Homme et femme de Ploudaniel (faïence de Bordeaux, 2e moitié du XIXe siècle).

Dans la suite du même texte, Max Radiguet décrit les costumes des fidèles lors de ce "Pardon des chevaux", ceux des hommes en l'occurrence (ce texte montre aussi l'énorme rayonnement de ce "Pardon des chevaux", certains fidèles venant de très loin) :

« Les habitants des côtes, ceux de Kerlouan, ceux de Plouguerneau, ceux de Guissény, montraient, les uns à l'abri d'un capuchon, les autres sous le bonnet glas, un visage tour à tour brûlé par le soleil et rougi par l'âpre vent de la mer ; leur physionomie farouche, aussi bien que leur costume, offrait un contraste curieux avec l'expression placide des fermiers de Ploudaniel, de Saint-Tégonnec et des environs de Morlaix, vêtus encore de nos jours  peu près comme au temps de Louis XIV. Les montagnards de La Feuillée et des solitudes de l'Ares, pâles, soucieux, méditatifs comme des gens habitués à vivre isolés portaient un habit noir ou chiné de couleurs sombres, que relève une simple ganse verte ; une ceinture de cuir fauve leur sanglait la taille ; une culotte de toile se tordait en spirale autour de leurs jambes grêles, dont la partie inférieure, serrée par une guêtre, venait aboutir à d'énormes sabots taillés en boule. Leurs voisins de Carhaix, enjoués, communicatifs, pétulants, avaient une mise conforme à leur caractère : c'était un habit galonné de bleu, et un pantalon collant fermé par une garniture de boutons argentés montant au-dessus du genou. On remarquait aussi les beaux de Pont-l'Abbé, aux vestes courtes, frangées de laines de couleur, aux gilets bordés aux cols de nombreux passements, aux pantalons formés de tuyaux d'étoffe assez large pour cacher le pied et pour loger des jambes d'éléphant ; puis c'étaient encore les chapeaux ornés d'un triple tour de chenille bigarrée, de torsades de cannetille et de plumes de paon des gens du Faou et de ses environs, et les bonnets bruns de ceux de Plounéventer et les bonnets phrygiens couleur de pourpre de ceux de Plougastel. À toutes les bouches se montrait une pipe assez courte et assez épaisse pour défier les chocs ; à tous les poignets se balançait, suspendu par une lanière de cuir, le pen-bras (bâton), inséparable compagnon des paysans du Finistère. Nous ne disons rien des femmes ; elles y étaient en petit nombre et leur costume n'avait aucun caractère ; mais pour compléter ce dénombrement de l'assemblée, il nous faut parler de l'inévitable accessoire de toutes les fêtes et de tous les pardons de la Basse-Bretagne, de ces groupes de mendiants étalant au bord du chemin leurs hideuses guenilles et leurs infirmités repoussantes. (...) Il nous a fallu traverser la double haie de misérables offrant le spécimen des maux les plus révoltants et des plus étranges laideurs. Il y avait là des gueux singeant sans y prendre garde les fantaisies de Callot et les incroyables caprices de Goya. »

Max Radiguet poursuit en décrivant longuement ces mendiants :

« Les uns avaient le corps çà et là entortillé de loques et de lambeaux si désunis que, déposés un instant par leur possesseur, leur usage serait devenu énigmatique même pour le truand le plus ingénieux. Un autre, couché sur une paillasse qui crevait de toute part, avançait vers les passants une jambe phlogosée et rongée par un ulcère comme une bûche par le feu. Un aveugle au visage couturé, plissé, criblé de trous comme un dé à coudre, roulait des yeux semblables à des billes d'agathe blanche et sa bouche sans lèvres s'ouvrait hérissée de dents farouches et désordonnées ; enfin un idiot jaune-citron poussait des cris bizarres et saupoudrait de poussière son crâne chauve et pointu près d'un cul-de-jatte qui, juché sur un escabeau, défiait en laideur les plus grimaçantes idoles de l'Océanie. Toutes les mains tendaient des sébiles de bois ou des coquilles de Saint-Jacques, toutes les bouches répétaient sur des tons étranges les dolentes formules bretonnes de la mendicité, et des voies aiguës chantaient d'interminables noëls, que des voies grondeuses comme celles de la contre-basse accompagnaient en psalmodiant des prières selon la coutume du pays. »

#### Description du bourg de Ploudaniel au milieu duXIXesiècle
Toujours dans le même livre, Max Radiguet décrit le bourg de Ploudaniel :

« Ploudaniel est un bourg d'une physionomie toute bretonne, en ce sens qu'il compte à peu près un cabaret par maison, comme l'indique le bouquet de lierre placé au front des façades. L'église ouvre sur le cimetière ses portiques d'un aspect assez agréable, et vis-à-vis s'élève un reliquaire de la Renaissance où les habitants ont, sans arrière-pensée, enchâssé leur mairie et leur conseil municipal. La population paraissait ce jour-là fort empressée autour d'un étalagiste qui vendait à la criée quelques ustensiles de ménage, des affliquets de toilette et des jouets. L'auvent de sa baraque était frangé de chapelets, de rubans lamés, de lacets roses et de grappes de boutons. Le rebut des fabriques de Quimper, cette faïence grossière diaprée de fleurs sans nom, ces pichets, ces écuelles, ces bénitiers de forme laide, étaient suspendus aux cloisons intérieures ; sur la table, on voyait pèle-mêle des eustaches. au pied bariolé, des sifflets d'étain en forme de clochers gothiques, surmontés d'un tourniquet que le souffle fait mouvoir, des bagues de plomb incrustées de clinquant et de larges épinglettes où des grains de couleur alternent, enfilés sur un rectangle de fil de laiton, avec de petites houppes de laine qui donnent à ce modeste bijou breton un caractère des plus arabes. »

#### LeFeu de la Saint-Jeanà la chapelle Saint-Éloi en 1853
Max Radiguet décrit aussi le Feu de la Saint-Jean à la chapelle Saint-Éloi :

« C'était la veille de la Saint-Jean, et l'heure où la campagne du Finistère, pour se préparer à cette solennité, allume des feux de joie en commémoration du bûcher dressé pour le martyre du saint, et renversé par un miracle. De loin en loin, nous avions déjà aperçu vaguement les lueurs rougeâtres à travers les arbres ; mais quand nous atteignîmes un point de la route d'où la vue embrasse la vallée d'Élorn, une douzaine de feux se montrèrent tout à coup,semblables à des phares à éclats, au flanc et sur la crête des collines. L'un d'eux brûlait près du chemin, au centre d'un carrefour où s'élevait une croix de granit. Les langues rouges de la flamme perçaient le genêt et la lande des fagots empilés en cône ; le bois vert éclatait sous l'étreinte ardente, et chassait au loin des charbons incandescents. (...) Çà et là des enfants décrivaient dans les ténèbres de lumineux parafes en brandissant un bâton à l'extrémité duquel flamboyait un tampon d'étoffe enduite de brai, et leurs évolutions causaient aux femmes une défiance que justifiait suffisamment l'admonestation adressée par un vieux paysan à un affreux gnome qui avait failli l'incendier vif. (...) Les spectateurs (...) faisaient processionnellement le tour, tenant à la main un rosaire qu'ils égrenaient ; plusieurs venaient y plonger l'herbe de la Saint-Jean, qui, chacun le sait en Bretagne, acquiert, au contact du feu bénit, la vertu merveilleuse de conjurer la foudre et la grêle. D'autres superstitions bizarres et touchantes existaient encore, il y a quelques années, au fond des campagnes, où n'avait pu pénétrer l'esprit railleur des villes. Là on contraignait les bestiaux à franchir l'orbe ardent du brasier pour les soustraire à l'épizootie menaçante ; là des jeunes filles, le sein ému par une course rapide, déroulaient un instant, comme une guirlande embrasée, leur ronde joyeuse autour du feu, et repartaient en toute hâte pour se livrer au même exercice devant un autre bûcher ; si elles réussissaient à en visiter neuf, l'année ne devait point s'écouler sans que se présentât pour eux un épouseur. »

#### La campagne autour de Ploudaniel au milieu duXIXesiècle
Max Radiguet décrit aussi la campagne de Ploudaniel :

« En sortant de Ploudaniel, nous traversâmes une campagne plate, inculte, marécageuse. Cette végétation de lieux humides, où le jonc et la prêle tiennent une si grande place la couvre sur toute son étendue ; des arbres au feuillage sombre en marquent au loin la limite. Les parties solides du terrain sont indiquées çà et là par des rochers blancs, qui percent le sol (...). Partout, le long de petits sentiers, les lièvres, pour faire foi de leur passage, ont apposé sur la glaise les trois piqûres de leur griffe, et des bandes d'oiseaux aquatiques tiennent sur l'herbe rase leurs conciliabules. »

Il décrit aussi la route menant de la chapelle Saint-Éloi à Ploudaniel :

« La route de Saint-Éloi à Ploudaniel n'offre guère de distractions à celui qui la parcourt ; elle est bordée de fossés tout hérissés de landes et de ronces, ouverts de temps à autre sur des chemins à l'angle desquels se dresse une croix de pierre, sur des prairies mamelonnées de petits tas de foin et sur des champs où les légumes rayent de lignes vertes et parallèles le fond noir des terres labourées. En entrant à Ploudaniel, nous rencontrons une noce de campagne qui se tendait à sa destination, biniou et bombarde en tête. »

Un arrêt de la Cour de Cassation rendu le 3 mai 1848 évoque les usages agricoles qui avaient lieu à la fin du XVIIIe siècle et dans la première moitié du XIXe siècle à Ploudaniel : cet arrêt, rendu à la demande d'Hervé Larsonneur et Jeanne Castel, sa femme, cultivateurs à Lamiguel-Bras, précise que le 22 thermidor an IV, les biens nationaux possédés antérieurement par l'émigré Marie-Jonathas de Kergariou de Kervigan avaient été vendus aux domaniers par la Nation les droits à rente convenancière sur domaine congéable. Mais en 1844, Joseph-Anne-Auguste-Maximilien Barbier de Lescoët, petit-fils et unique héritier de Marie-Jonathas de Kergariou de Kervigan, assigna les nouveaux propriétaires fonciers de domaines congéables, et parmi eux, les époux Larsonneur, pour obtenir le rétablissement de ses droits en vertu de la loi du 9 brumaire an VI. Le plaignant obtint un jugement favorable, confirmé en appel, mais finalement cassé au profit des époux Larsonneur par la Cour de Cassation.
En 1899, Ploudaniel fait partie des dix-huit seules communes du département du Finistère à déjà posséder une société d'assurance mutuelle, forte de 34 adhérents, contre la mortalité des animaux de ferme, qui assure les chevaux et les bêtes à cornes.

#### La construction de la nouvelle église paroissiale
Ploudaniel entreprend en 1860 la reconstruction de son église paroissiale. Au mois d'août 1861, l'entrepreneur menace d'interrompre les travaux ; il se « déclare être dans l'impossibilité de satisfaire à cette obligation [la continuation des travaux] en raison des grandes avances qu'il a déjà faites et par suite de l'énorme augmentation du prix du travail ». Le conseil municipal reconnaît que « comme tout le monde, l'élévation subite et excessive du prix du travail qui nécessite de la part de l'entrepreneur une émission écrasante pour lui et pour ainsi dire impossible ». Le grand chantier de la construction du chemin de fer jusqu'à Brest et en particulier la construction du viaduc ferroviaire de Morlaix mobilisent un nombre considérable d'ouvriers (6 000 environ) et la raréfaction de la main-d'œuvre disponible, donc une augmentation des salaires. Le coût de construction de l'église de Ploudaniel fut le double du devis primitif.

#### L'épidémie devariolede 1864
En 1864, 1 517 cas de variole sont recensés dans le département du Finistère, dont de nombreux cas dans le canton de Lesneven :

« La variole a fait de nombreuses victimes dans plusieurs communes du canton : Plouider, Ploudaniel et Kernouës ont été les communes les plus éprouvées : les cas de mort y ont été nombreux. Plounéour-Trez, Kerlouan, Goulven ont eu aussi beaucoup de malades, mais la mortalité y a été moins sensible. »

#### L'alcoolisme
Entre 1859 et 1905 au moins (sans doute avant et aussi plus tard), chaque année, la commune de Ploudaniel est autorisée par l'État français à percevoir une surtaxe sur l'alcool à son octroi. Un conte de Maurice Montegui paru dans le journal Gil Blas du 30 septembre 1893 est révélateur des problèmes de l'alcoolisme à l'époque, comme en témoigne ce court extrait racontant le retour laborieux du marché de Landerneau à Lesneven en passant par Ploudaniel d'un certain Filoche :

« Le premier village fut Saint-Éloi : devant une auberge aveugle, le tape-cul fut arrêté et les deux compagnons burent à la chandelle. (...) Au second village, puis au troisième, au quatrième et encore au cinquième, à Ploudaniel, ils honorèrent de leur visite tous les cabarets de la route. (...) Le reste du chemin, ils chantèrent en partie. (...) Il était neuf heures du soir quand la place du marché à Lesneven, où les maisons dormaient déjà, fut subitement troublée par le bruit d'une voiture arrivant au galop et de deux voix effrayantes qui gueulaient à la fois. »

#### Une commune ultra-conservatrice
Les électeurs de Ploudaniel votent lors des élections législatives pour des candidats très conservateurs, souvent des membres du clergé : le 5 mars 1876 Louis Monjaret de Kerjégu obtient 100 % des voix dans la commune ;le 6 juin 1880 Charles-Émile Freppel obtient plus de 95 % des voix ; le 6 mars 1892 Maurice d'Hulst 535 voix sur 565 électeurs ; le 24 janvier 1897 les électeurs de Ploudaniel votent en majorité pour l'abbé Gayraud.

#### La scission de la section de Coat-Junval
En 1878, les habitants de la section de Coat-Junval en Ploudaniel sollicitent leur annexion à la commune du Folgoët, qui le demande également. Le conseil municipal de Ploudaniel et les plus imposés de la commune s'y opposent, mais le conseil général du Finistère donne un avis favorable. Le rattachement de cette section de Coat-Junval à la commune du Folgoët est officialisé par un décret du président de la République française daté du 30 avril 1879.

#### La voie ferrée desservant Ploudaniel

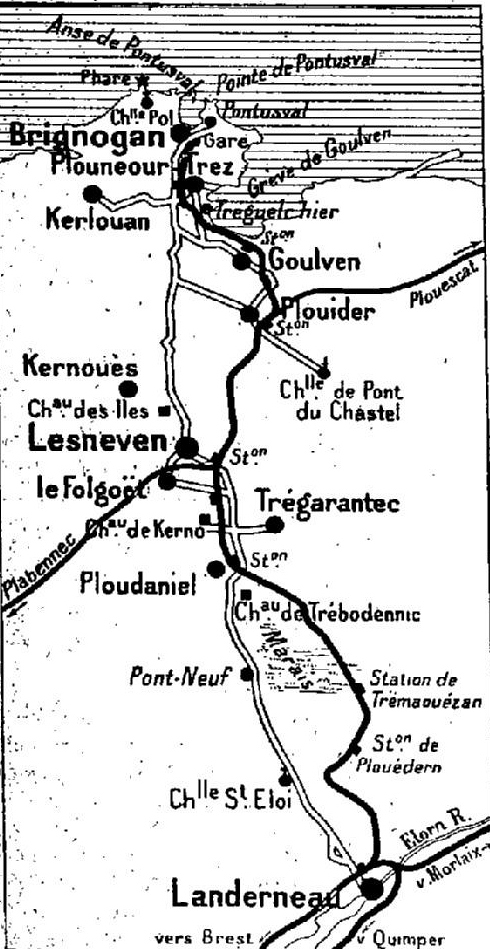
Le tracé de la voie ferrée allant de Landerneau à Brignogan via Ploudaniel.

Une loi du 14 février 1891 déclare d'utilité publique la construction d'un réseau de chemin de fer d'intérêt local, à voie de un mètre de largeur et comprenant entre autres lignes celle allant de Landerneau à Lesneven et à Plounéour-Trez par ou près Plouédern, Trémaouézan, Ploudaniel, Lesneven, Plouider et Goulven. Des stations pour les voyageurs sont prévues à Landerneau, Trémaouézan, Ploudaniel, Lesneven, Plouider, Goulven et Plounéour-Trez et des simples haltes à Plouédern et Le Folgoët. Cette voie ferrée des Chemins de fer départementaux du Finistère est mise en service en 1894 jusqu'à Plounéour-Trez et prolongée en 1901 jusqu'à Brignogan ; elle a été fermée en 1946.
Charles Le Goffic décrit ainsi le paysage vu du train entre Trémaouézan et Ploudaniel en 1905 :

« De grandes friches rases, des tourbières et des landes, que ferme, à l'horizon, la lisière vaporeuse d'un chêne centenaire, [nous] séparaient du reste du monde. Entre Trémaouézan et Ploudaniel, le train file droit au milieu d'un paysage d'une mélancolie oppressante, plat et nu jusqu'aux confins du cercle visuel, sans une maison, sans un arbre, hanté par les échassiers et les corbeaux. On se croirait dans le Born. Mais brusquement, au détour de la voie, un clocher s'élance à l'horizon, un de ces clochers à jour(..) qui semble un défi aux lois de la pesanteur et de l'équilibre. »

Le 1er août 1931, une automobile ramenant six baigneurs depuis Brignogan à destination de Landerneau s'écrasa contre une automotrice ferroviaire au passage à niveau de Ploudaniel fit un mort et plusieurs blessés graves.
Par ailleurs, le bureau de poste de Ploudaniel est ouvert en 1892.

### LeXXesiècle

#### Des affaires de mœurs à Ploudaniel
Une affaire de mœurs (des incestes répétés par un père et un frère dont une jeune femme infirme est la victime) survenue en 1898 dans le hameau de Lanrue en Ploudaniel est l'occasion pour la revue anticléricale "La Calotte : Ni Dieu ni maître" d'une violente charge contre le maire et le curé du village : « Ce pays de Bretagne est représenté, naturellement, par une soutane, et les misérables individus, gens fréquentant assidûment l'église, et le dévot maire, qui trouve que cela n'a pas grande importance, sont sans doute les électeurs de l'abbé Gayraud ».
Un autre fait divers de nature privée, le départ subit, en 1910, d'un vicaire de Ploudaniel avec la fille du fossoyeur du village, fit l'objet d'articles à sensation dans la presse nationale, et même jusqu'à Madagascar.

#### Les querelles scolaires et liées à la laïcité à Ploudaniel finXIXesiècle- débutXXesiècle
Lucien Darville écrit en 1889 : « À Ploudaniel (Finistère), 125 filles fréquentent l'école libre, tandis que l'institutrice laïque réunit 5 élèves ».

##### Royalistes contre Républicains
En 1892, dans un climat de vive tension, la liste républicaine est élue aux élections municipales de Ploudaniel. Le 1er mai 1892, le curé de Ploudaniel, l'abbé Rohon, frappe au visage avec une branche de noisetier, un cultivateur nommé Théven, car ce dernier, en sortant de la salle de vote, a crié : Vive la République !. Un procès se déroule à Brest le 6 août 1892 ; l'un des vicaires de la paroisse écrit au juge « que ces déclamations obscènes troublaient la tranquillité du bourg et que le curé ne lui avait infligé qu'une correction bien méritée ». Le curé fut condamné à 50 francs d'amende.

##### Le siège de l'école Sainte-Anne à Ploudaniel en août 1902
En août 1902, la décision du gouvernement d'Émile Combes d'appliquer avec rigueur la loi du 1er juillet 1901 sur les associations, et en particulier l'expulsion des congrégations religieuses en vertu de la loi sur les Congrégations entraîne des troubles importants dans de nombreuses communes, entre autres dans le Léon et plus particulièrement à Ploudaniel et au Folgoët, ainsi qu'à Saint-Méen. Les conseils municipaux de Ploudaniel, Le Folgoët et Saint-Méen votent à l'unanimité une protestation contre la fermeture des écoles congréganistes tenues par les sœurs du Saint-Esprit, surnommées "sœurs blanches".
De violents troubles se produisent à Ploudaniel en août 1902 liés aux mesures anticléricales prises par le gouvernement en application de la Loi sur les Associations de 1901. Le "Bulletin des Congrégations" du 3 août 1902 écrit : « À Ploudaniel, un certain nombre d'habitants montent la garde autour de l'école congréganiste : Il faudra nous fusiller, disent-ils, pour entrer ici ». « Pendant des semaines, les paysans montèrent la garde autour de leur école, organisant des services de coureurs, de bicyclistes, et se servant de coups de trompes et de clairons pour être avertis à temps de l'(arrivée des gendarmes et des troupes et pouvoir s'y préparer ». Une première alerte survient le 4 août 1902 : « À Ploudaniel, à 10 heures, une alerte s'est produite ; 1 200 paysans sont accourus, quelques-uns portant des fourches et des bêches. (...) Les travaux agricoles sont complètement suspendus, les cultivateurs sont massés devant l'école. (...) Le maire de Ploudaniel vient d'informer les autorités que les manifestants ont barricadé les deux routes conduisant à l'école des Sœurs ». Les protestataires creusent devant la pore de l'école « un grand fossé de 5 m sur 8 m, qu'ils ont rempli d'eau ». Le 5 août 1902, plus de 1 500 personnes sont massées devant l'école, attendant en vain l'assaut.

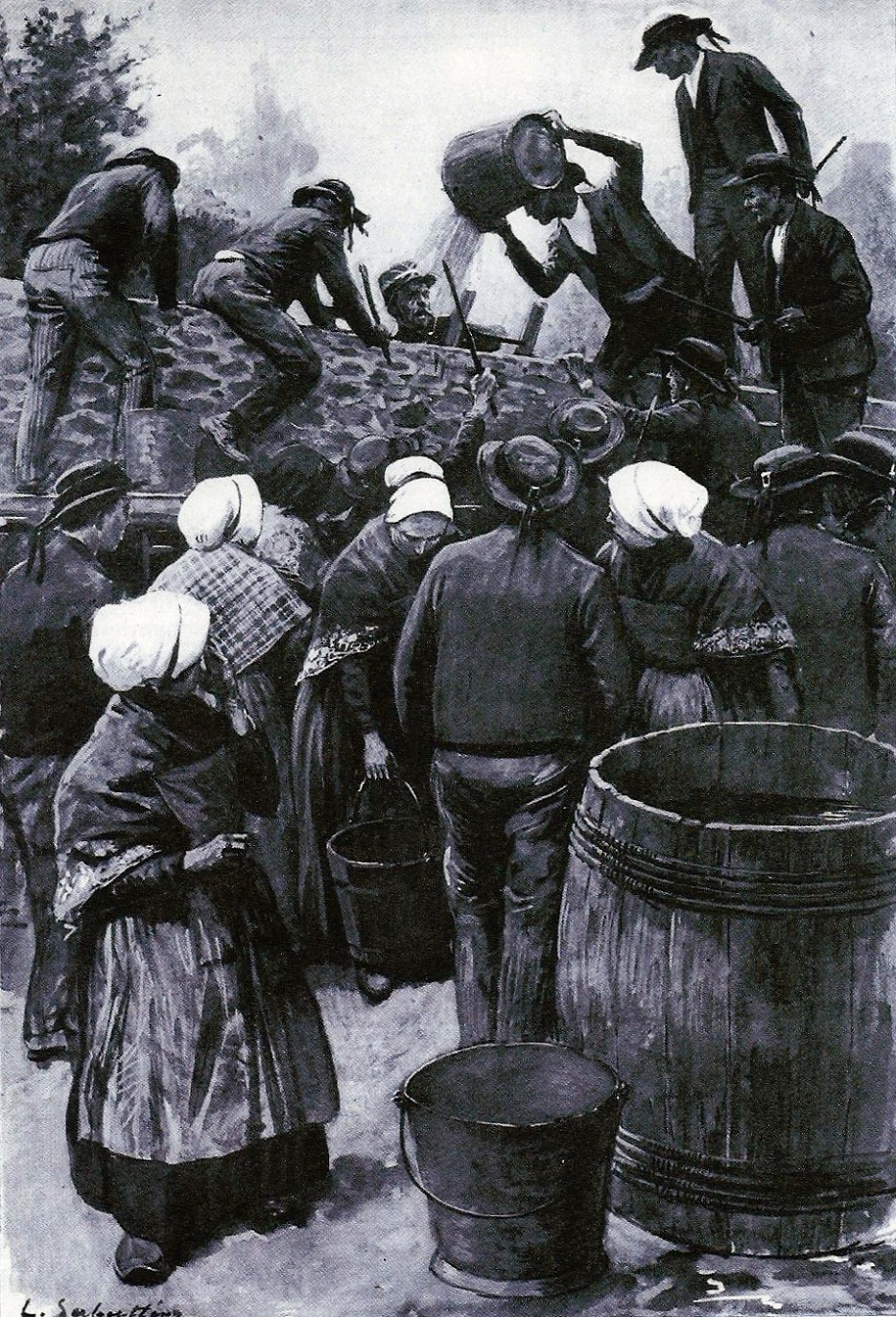
La journée du 18 août 1902 à Ploudaniel (dessin paru dans L'Illustration)

Les évènements du 18 août 1902 sont décrits ainsi par A. Janne, journaliste au journal La Croix et qui en donne le récit dans le "Bulletin des Congrégations" qui est évidemment totalement favorable aux protestataires :

« À Ploudaniel, nous rencontrons les processions des paroisses voisines et nous assistons au salut des bannières. L'école de Ploudaniel est un véritable château-fort. (...) 300 hommes d'infanterie coloniale, 20 gendarmes à cheval, ont été mobilisés pou aider des commissaires dans leur ignoble besogne. Toute la nuit, les habitants ont veillé sous une pluie torrentielle. Pendant seize heures, 600 hommes, 500 femmes sont restés en permanence devant l'école. À 7 heures du matin, les gendarmes sont à l'entrée du bourg. Sur la longueur entière de la crête des murs, les partisans de la liberté se massent à califourchon, armés de bâtons. Les deux portes sont solidement barricadées. Un homme a été placé dans un poste d'observation élevé. Il doit indiquer aux assiégés, par un nombre d'appels de corne convenus, quel sera celui des murs que les gendarmes attaqueront. Le capitaine commandant la brigade de gendarmerie a harangué la foule et visité les fusils de ses hommes pour s'assurer qu'il n'y a pas de cartouches. À 11 heures, un appel de corne. C'est l'arrivée des troupes. Un corps expéditionnaire au grand complet. Trois commissaires de police arrivent devant l'école des Sœurs de Ploudaniel, portant l'écharpe en sautoir. Au milieu d'eux marche un serrurier venu de Brest. Les gendarmes à cheval, à pied, encadrent les commissaires. À l'arrivée des commissaires, tous les paysans frappent avec leurs bâtons les chevaux des gendarmes, dont quelques-uns ruent ; ils crient : « Vivent les Sœurs ! Vive la liberté ! ». Un commissaire s'approche de la porte, ordonne à un clairon de faire les trois sommations légales. Les cris couvrent les sonneries. Le commissaire s'avance, il recule devant un fossé plein d'eau. Il tourne et retourne autour. Finalement, il comprend que l'accès de la porte est impossible. Fort dépité, il va à une autre porte plus petite. Il frappe, il ordonne d'ouvrir, on refuse. Comme il lève la tête, il reçoit sur le visage le contenu d'une seau d'eau. Il ordonne alors au serrurier de crocheter la porte. Le serrurier s'avance et tente de la soulever, mais les paysans, d'en haut, jettent sur lui des seaux d'eau. L'ouvrier tient tête, bientôt inondé de matières dont l'odeur se répand partout. Enfin, il abandonne le travail aux applaudissements des paysans montés sur les murs. »

« Autres appels de corne ; c'est la troupe qui avance. « Vive l'armée ! » crie la foule. Les soldats s'arrêtent, un nouveau commissaire s'approche (on avait à raison supposé qu'un seul de ces sortes de fonctionnaires n'arriverait à rien). De nouvelles sommations sont faites. Elles sont inutiles. Les commissaires font le tour de l'établissement, passant par une propriété particulière, et ordonnent aux ouvriers et aux soldats, munis de pioches, de masses et de bêches, de faire une brèche dans le mur. Du haut du mur, les paysans jettent sur eux des seaux d'eau, puis des matières fécales et des pierres. On fait de nouvelles sommations. Les paysans répondent : « Vivent les Sœurs ! ». D'autres groupes chantent : Ave Maris Stella. Le lieutenant Lemormand, les larmes aux yeux, s'adresse à un de nos confrères : « Dites donc à ces gens-là que nos troupes sont exaspérées, que je ne saurais plus m'en rendre maître, que je vais être impuissant à m'opposer à leur violence, que je ne répond plus de rien ». (...) Les ouvriers se remettent à attaquer le mur. Alors les paysans les inondent d'eau et de matières fécales. L'un d'eux, monté sur une échelle, avec un bidon, arrose de pétrole l'échafaudage par lequel les soldats cherchent à escalader le mur ; puis de gros bouchons de paille trempés de pétrole sont fixés au bout d'une perche et jetés par-dessus le mur, après qu'on y ait mis le feu. Les ouvriers, les soldats et les commissaires reculent; des mottes de terre tombent à nouveau sur eux. Le commissaire Seigland tente encore d'escalader le mur, mais on lui lance des seaux remplis de matières fécales, on le frappe à coups de bâton, il retombe. »

« Cependant, il faut prendre un parti. On ne peut faire de brèche dans le mur, on ne peut crocheter la porte. On apporte une échelle, un commissaire y grimpe. Trois fois, il tente l'assaut ; trois fois, il retombe ; à peine a-t-il la tête au-dessus de la crête du mur qu'il reçoit une grêle de projectiles. Un second commissaire lui succède, mais lui aussi sert de cible à une salve de cette artillerie spéciale. Comme son collègue, il n'a plus figure humaine ; ruisselant et gras, il s'éloigne. Tous les commissaires sont hors de combat et l'un d'eux, M. Seigland (..) reçoit en même temps sur l'épaule un maître coup de gourdin et en pleine face un seau complet de boue. Un Breton est atteint par une pioche, un gendarme est blessé à l'œil. MM. Soubigou, conseiller général, et Pichon, sénateur, montent sur le mur et protestent contre les décrets. Ils haranguent la foule qui applaudit. La pluie tombe toujours. Les trois commissaires couverts de boue et d'immondices reviennent devant la porte principale et devant la petite porte qu'ils examinent. Le lieutenant Lenormand les suit, les vêtements abîmés. La foule crie : « À bas les commissaires ! ». L'opération dure depuis deux heures. Fatigués, les commissaires et les ouvriers s'arrêtent. On dit qu'il va falloir faire venir des renforts. Les paysans, trempés jusqu'aux os, sont toujours à cheval sur les murs de l'école de Ploudaniel. Ils frappent sur le mur pour épouvanter les chevaux des gendarmes, dont quelques-uns se cabrent. »

« Les hommes de corvée réquisitionnent dans le village tout ce qu'ils peuvent de fagots. On les place l'un sur l'autre, en manière d'escalier, et la troupe se dispose  à monter lorsque de derrière le mur une torche enflammée s'élève, puis s'abaisse sur les fagots, en même temps arrosés de pétrole. Une épisse fumée tourbillonne, des flammes crépitent ; l'escalier est en feu, la troupe recule et l'école est imprenable. Il est midi. L'Angélus sonne. Tous les paysans se découvrent. Plus aucun cri. Ils récitent leur prière. Puis les commissaires, les gendarmes recommencent l'assaut. Les paysans défendent énergiquement leur école. M. Pichon, sénateur, à ce moment, s'adresse à la foule et aux commissaires. Il propose de cesser toutes hostilités, aux conditions suivantes : les troupes, reconnaissant l'énergie de la défense, se retireraient ; aucun procès-verbal ne serait dressé ni aucune poursuite judiciaire exercée contre les auteurs des actes de violence commis envers les fonctionnaires ; les scellés ne seraient pas apposés sur l'immeuble des Sœurs, mais celles-ci sortiraient librement. Ces conditions sont acceptées par les commissaires. Mais les paysans ne veulent pas laisser partir les Sœurs. Ils protestent contre M. Pichon. Ils se déclarent prêts à soutenir la lutte pendant encore de longues heures. Les assiégés sont exaspérés. Ils veulent résister jusqu'au bout. La supérieure de l'école vient à son tour ; elle exhorte au calme. Mais personne ne veut ouvrir la porte, ni la débarrasser de ses barricades. M. Pichon, sénateur, l'ouvre lui-même et sort immédiatement, donnant le bras à la supérieure ; les commissaires pénètrent dans l'école ; plusieurs protestations se font entendre, et les Sœurs se rendent, au milieu des acclamations de la foule, à l'église où des cantiques sont chantés. Après la lecture du décret, le commissaire a fait l'inventaire et apposé les scellés. Les Sœurs ont été recueillies chez les habitants. »

Les troubles survenus dans les trois communes du Folgoët, de Saint-Méen et de Ploudaniel firent en tout 27 blessés (12 hommes, dix jeunes filles, deux gendarmes, deux soldats et un commissaire de police. Un habitant de Ploudaniel, Pierre Croc, qualifié de "chef de la résistance à Ploudaniel", « petit, trapu, très énergique d'allure », fut incarcéré à la prison de Brest le 25 août 1902 et le comte de la Moussaye, ancien officier de cavalerie, avocat à la cour d'appel de Rennes, présent lors des incidents, fut également poursuivi. Pierre Croc fut jugé une première fois en septembre 1902 et condamné à 100 francs d'amende avec sursis et une seconde fois en appel en novembre 1902 le 23 janvier 1913 par le Tribunal correctionnel de Brest, accusé d'être celui qui « donnait le signal aux paysans de lancer des seaux d'ordures sur les commissaires et soldats ». Le comte de la Moussaye fut condamné à 100 francs d'amende pour jets d'ordures et d'eau, le tribunal ne retenant pas le délit d'outrage à magistrats. Quelques autres personnes firent aussi l'objet de poursuites judiciaires. L'école libre, c'est-à-dire l'école privée catholique, de Ploudaniel, rouvrit en octobre 1902, mais avec des maîtresses laïques.
Ce poème d'Eugénie Cazanova paru en 1902 dans le journal Le Soleil est intitulé : "L'angélus du soir à Ploudaniel (Souvenir des nuits d'août 1902)" :
L'instant est solennel et la lande s'éclaire

Le Breton est fidèle…et meurt pour son pays !…

Les feux sont allumés et nos yeux éblouis

Contemplent l'horizon et la sombre bruyère.

Ils sont là, ces Bretons, à genoux sur la pierre

L'angélus a sonné… - Les gars sont réunis,

Et courbés lentement, ni le froid de leurs nuits

Ni le tambour lointain n'arrêtent leur prière.

Elle est courte, elle est bonne et faite avec leurs cœurs,

Et relevés bientôt, les fiers gardiens des Sœurs

Reprennent sans un mot le chemin du village !…

Groupés, silencieux, pensant à leurs enfants,

Leurs regards humbles, doux, aux rayons triomphants,

Appellent les combats, la victoire ou l'orage!
Ces mêmes évènements sont jugés de façon diamétralement opposée par les partisans de la laïcité ; en témoigne par exemple cette charge violente écrite par Jean Cricq :

« La farce dangereuse et sinistre, montée par [les agitateurs catholiques : MM. de Mun, Gayraud, de Cuverville] à grand renfort de bolées de cidre et de verres d'eau-de-vie de pomme, dans le but de faire croire que la France, qui applaudissait en 1762 au renvoi des Jésuites par le Roi, s'indigne en 1902 de voir la République se débarrasser de congrégations insolentes, est en effet terminée. Ploudaniel, Le Folgoët et Saint-Méen, les trois dernières citadelles de l'obscurantisme, de ce Finistère encore soumis à la néfaste influence du clergé romain, ont enfin cédé. Les Sœurs qui y tenaient garnison, au mépris, disons-le en passant, des ordres exprès de leurs supérieures conventuelles, se sont décidées à partir en criant : Vive l'Armée ! (un cri qui eût sans doute un peu surpris le « Divin Maître » apôtre de douceur disant que « celui qui se sert de l'épée périra par l'épée »), tandis que leurs partisans inondaient cette même armée de boue et d'immondices et lui manifestaient leur respect en épierrant les officiers et les soldats chargés d'assurer force à la loi. »

La rentrée des classes de septembre 1902 fut difficile : le journal "La Presse" indique qu'à Ploudaniel plus de 250 enfants ne sont pas scolarisés, le temps de trouver des instituteurs civils pour remplacer les sœurs du Saint-Esprit.
Le 9 janvier 1903, Menguy, curé de Ploudaniel, fait partie des 31 prêtres du diocèse de Quimper dont les traitements sont retenus par décision du gouvernement Combes « tant qu'ils ne feront pas emploi de la langue française dans leurs instructions et l'enseignement du catéchisme » car ils utilisaient le breton.

##### La création de la Ligue dePenh Bazen 1904
« Il vient de se constituer à Ploudaniel, localité connu par sa résistance à l'expulsion des Sœurs blanches, une ligue qui a pris pour titre Penh Baz, autrement dit "La Trique". Plusieurs centaines de paysans ont déjà donné leur adhésion. La ligue déclare qu'elle a un but purement défensif de la liberté sociale et religieuse menacée par les révolutionnaires brestois qui, à maintes reprises, ont manifesté l'intention de se rendre en masse aux processions qui ont lieu à l'occasion des Pardons. Cette ligue va étendre son action sur tout le canton de Lesneven. »

##### Laquerelle des inventairesen 1906
En 1905, le curé de Ploudaniel, l'abbé Richard, fut suspendu de traitement par le ministre des Cultes Jean-Bienvenu Martin « pour emploi abusif de la langue bretonne » dans l'exercice de son ministère.
Prévu le 2 mars 1906, l'inventaire des biens du clergé à Ploudaniel ne put avoir lieu, les habitants montant la garde autour de l'église, dont les portes étaient fermées. L'église était remplie de fidèles et l'inspecteur des domaines, accompagné des brigades de gendarmerie de Lesneven et de Landerneau, trouva porte close. Le journal La Presse écrit le 4 mars 1906 : « Un bataillon du 19e régiment d'infanterie, caserné à Landerneau, se tient prêt à partir pour Ploudaniel, où un guetteur veille sur une tour. Le bruit court que les paysans de nombreuses communes ont reçu des armes et des munitions. Le mot d'ordre général est "résistance à outrance" ». Des heurts se produisent à nouveau avec les forces de l'ordre : Pierre Croc, alors maire de la commune, est condamné à 25 francs d'amende (il fut par la suite révoqué de sa fonction de maire et interdit de barreau) et plusieurs autres manifestants, dont son épouse et deux de ses fils, condamnés aussi à des peines d'amende.

##### Les procès contre la directrice de l'école libre de filles en 1913
Le 11 juillet 1913 se déroule devant le tribunal de Brest le procès de Marguerite Lollier, directrice de l'école libre de filles de Ploudaniel, accusée par l'Inspecteur d'académie d'avoir employée comme maîtresses d'école une personne non pourvue de son brevet ainsi qu'une jeune femme n'ayant pas 17 ans ; un procès en appel se déroule  le 28 octobre 1913.
Par ailleurs, en 1911, la Société archéologique du Finistère proteste contre la destruction de la "Pierre des trois recteurs", qui se trouvait près du pu point de jonction entre les limites communales de Plabennec, Ploudaniel et Kersaint-Plabennec.

#### La Première Guerre mondiale
Le monument aux morts de Ploudaniel recense les noms de 159 soldats morts pour la France pendant la Première Guerre mondiale ; le monument, qui représente une statue de Jeanne d'Arc, incarne l'alliance entre la religion et la patrie ("Catholique et Français toujours").

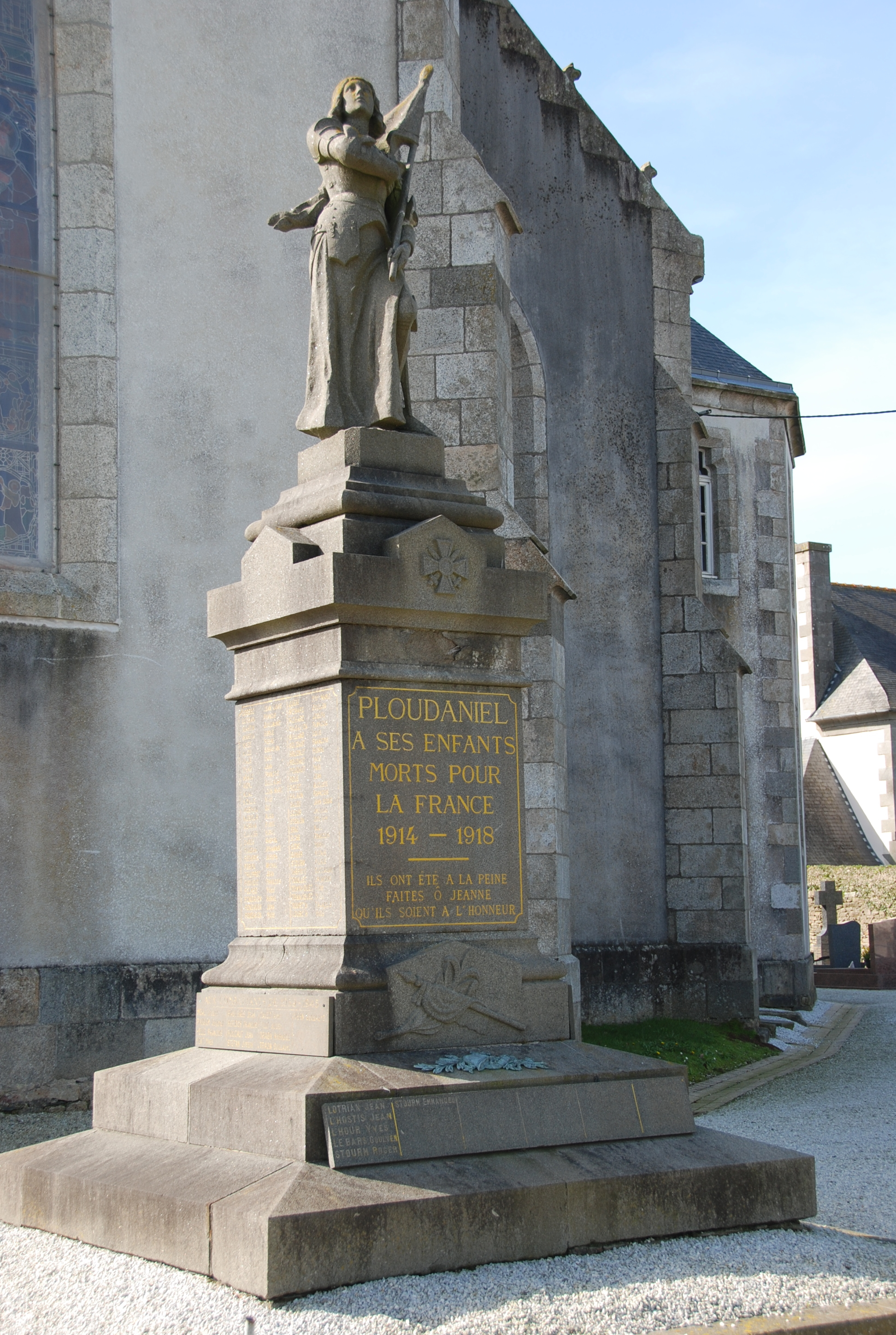
Monument aux morts de 14-18
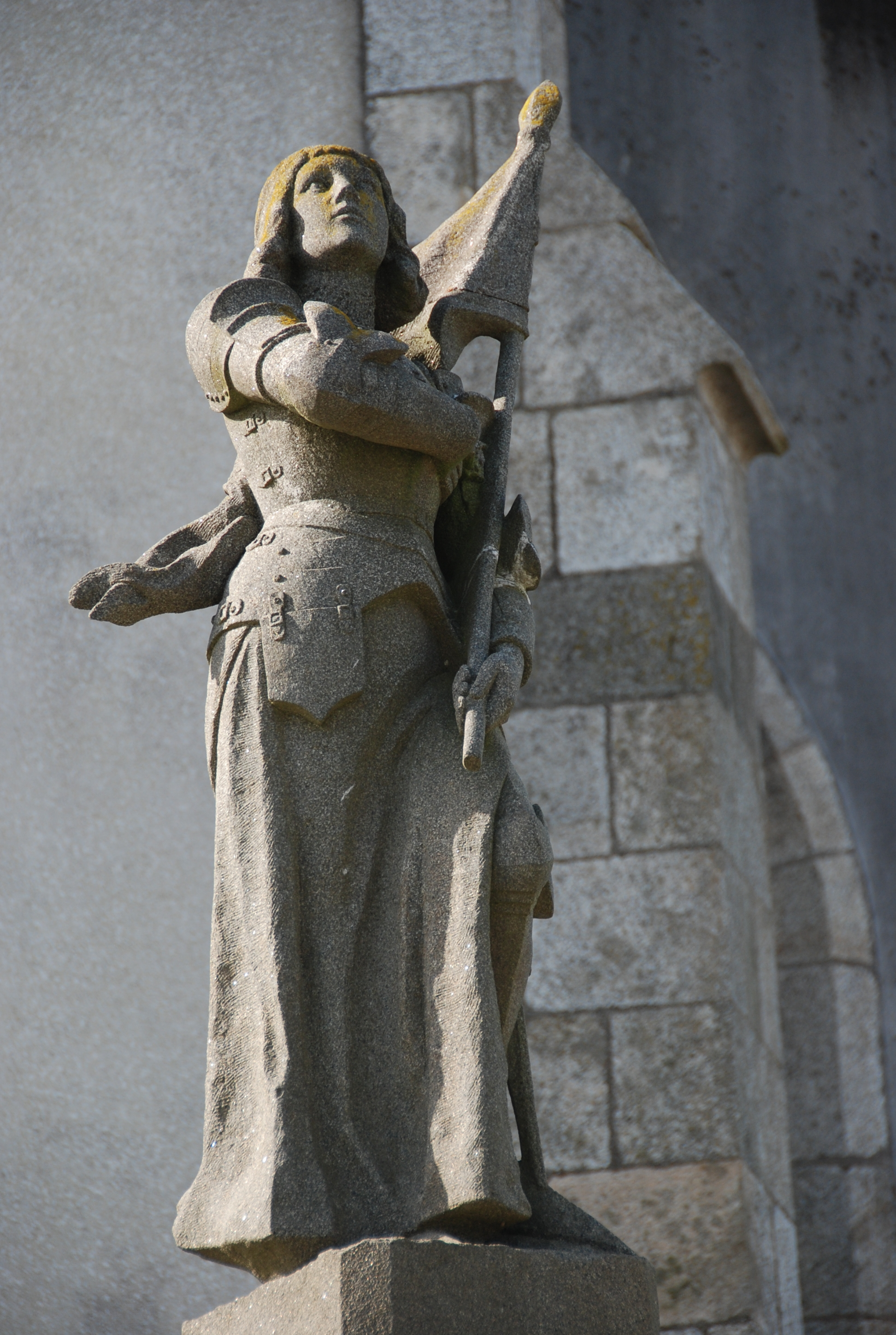
Détail du Monument aux morts

#### L'Entre-deux-guerres
En 1923, il y avait 6 filles à l'école publique de Ploudaniel contre 136 filles dans l'école catholique de la commune.
En 1929 la délégation cantonale de l'Instruction publique demande la construction d'une école de hameau à l'Auberge Neuve.
Le conseil municipal émet un avis défavorable.
Pendant toute la première moitié du XXe siècle le conseil municipal de Ploudaniel appartient à la droite conservatrice, avec une influence catholique prédominante.

#### La Seconde Guerre mondiale
La libération de Ploudaniel et Lesneven fut préparée par l'action des groupes de résistance, notamment celui de Ploudaniel qui eut à réceptionner des conteneurs d'armes et de matériel sur les sites de Pont Pol (une stèle commémorative se trouve à cet endroit) et de Kervilon. Le 3 juin 1944, Aimé Talec, directeur de l'école publique, chef cantonal des FFI (Forces françaises de l'intérieur) fut arrêté et torturé par la Gestapo ; il mourut en déportation le 13 février 1945 à Bergen-Belsen.
Le 8 août 1944 la Task Force A américaine passa la nuit à Ploudaniel, avant de pour suivre son avancée le 9 vers Plouguerneau, où elle captura 500 soldats allemands.

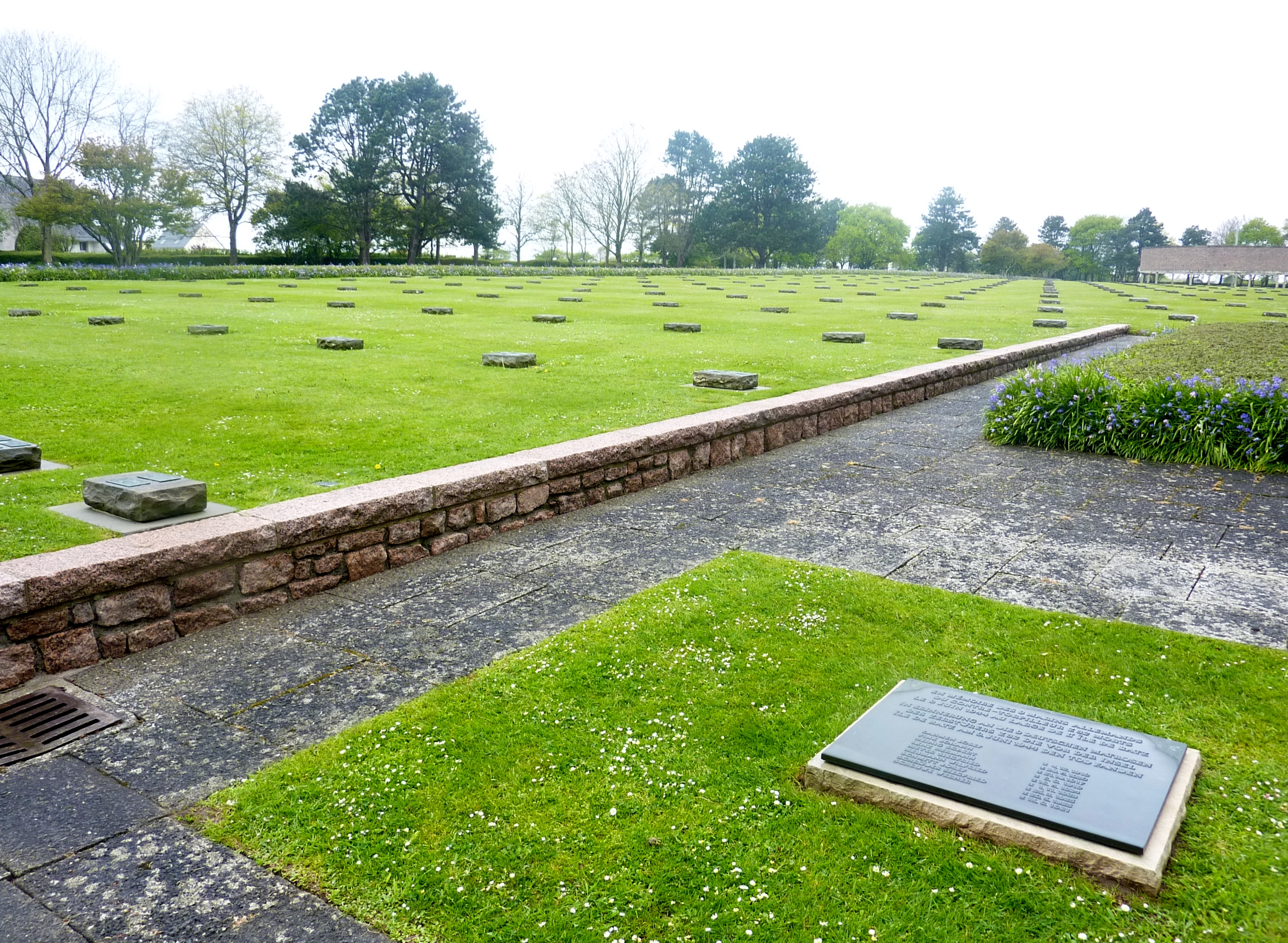
Le cimetière allemand de Ploudaniel - Lesneven 1
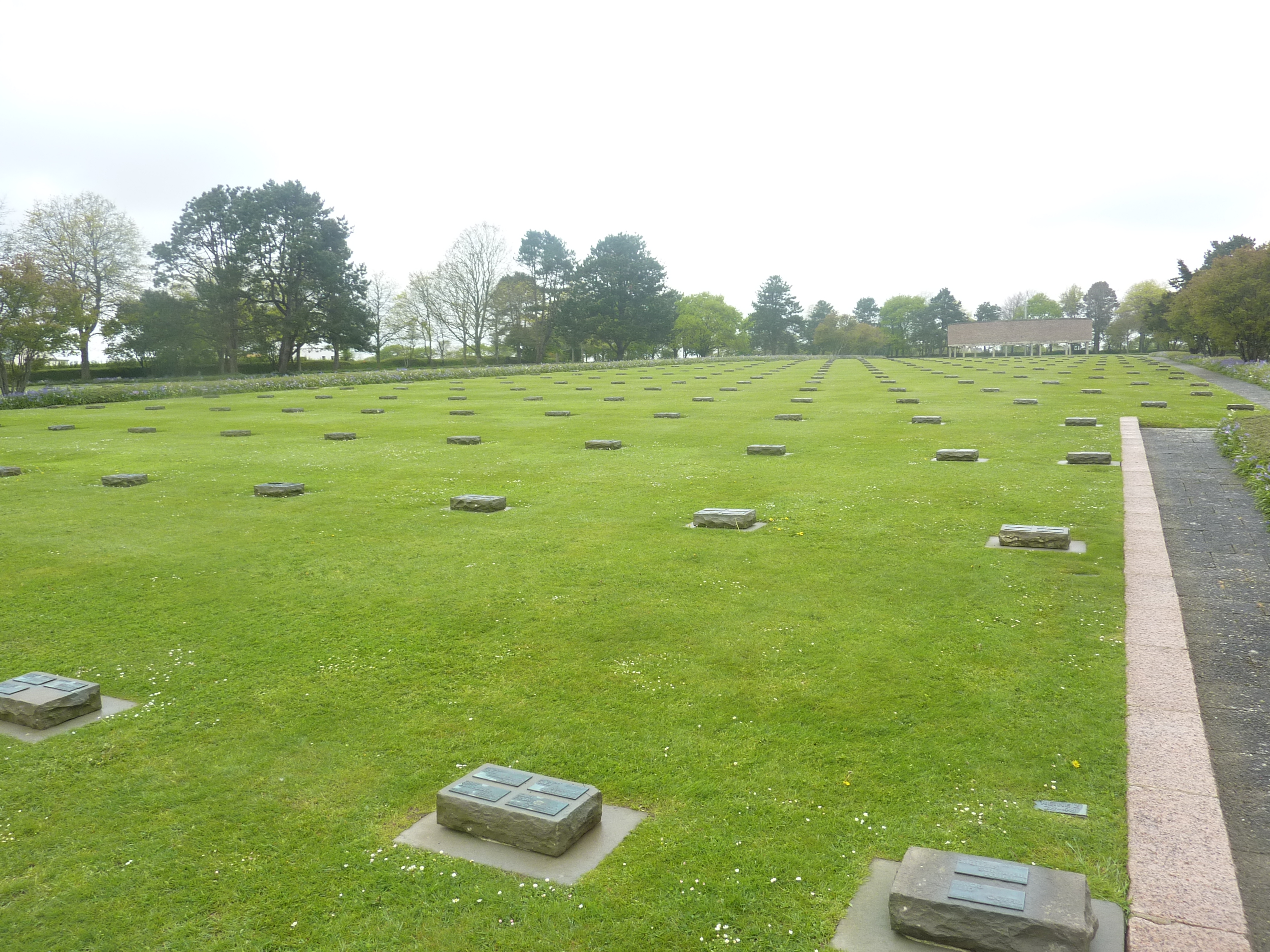
Le cimetière allemand de Ploudaniel - Lesneven 2
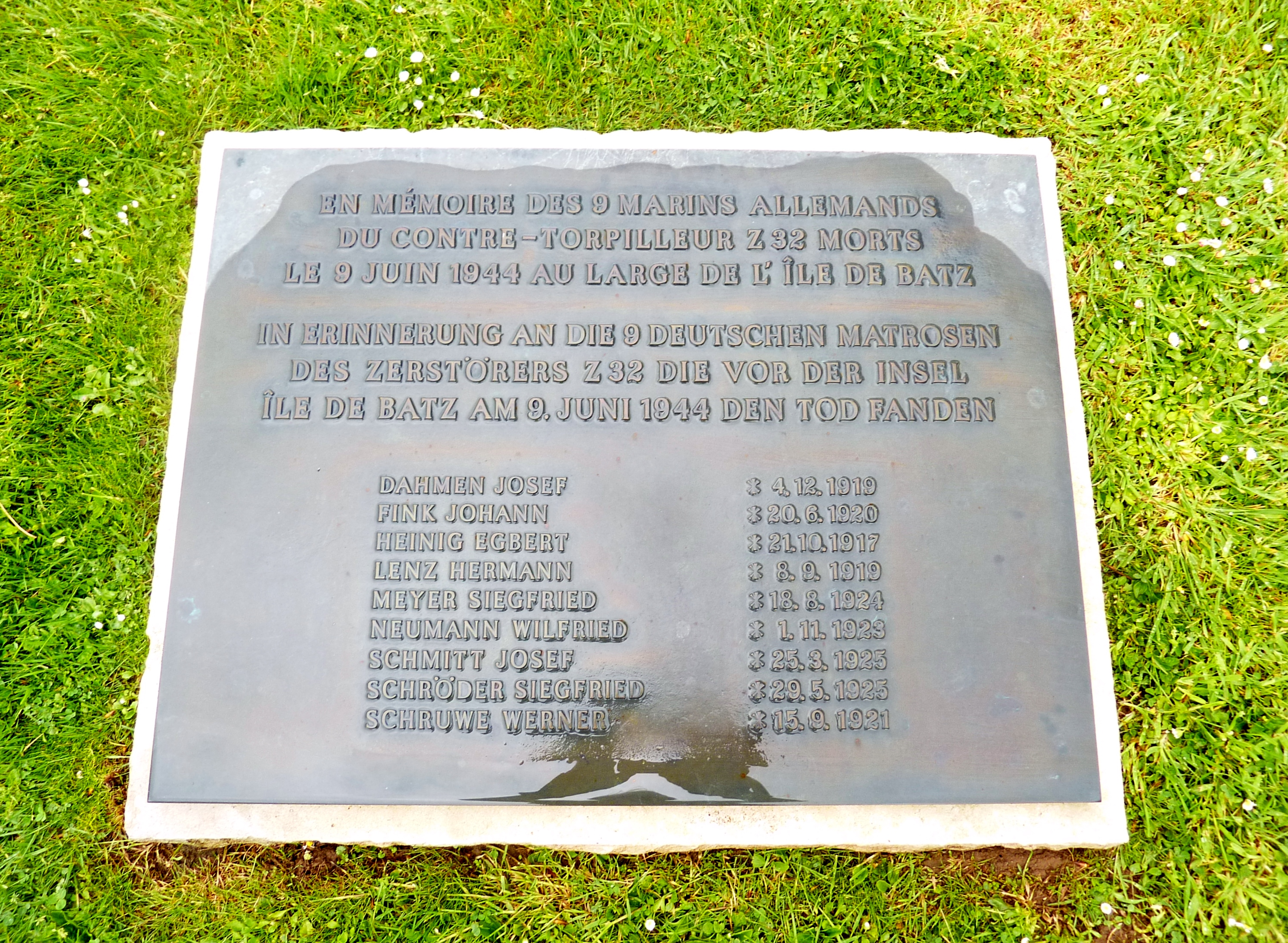
Plaque commémorative en la mémoire de 9 marins allemands péris noyés lors du naufrage du contre-torpilleur Z 32 le 9 juin 1944 au large de l'Île de Batz

#### L'après Seconde Guerre mondiale
En 1947 une seule fille est élève à l'école laïque de Ploudaniel et elle est persécutée par les filles de l'école privée catholique. En 1949, l'école publique devint mixte avec une seule fille et 4 garçons comme élèves.

### La laiterie de Ploudaniel
En 1930, à l'initiative de François-Louis Blons, est créée la « Coopérative Laitière de Ploudaniel » à laquelle les paysans apportent tout leur lait, transformé et commercialisé par la coopérative. Dans la décennie 1950, la coopérative, implantée sur les bords de la partie amont de l'Aber Wrac'h, à la périphérie nord-ouest du finage communal, tout près du bourg du Drennec, développe ses activités agro-alimentaires et, dans la décennie 1970, les diversifie dans les filières viande, nutrition animale et approvisionnement ; elle devient aussi à cette époque le « Groupe Even ».
En 1969, le « Groupe Even » s'associe avec l'« Armoricaine laitière » implantée à Lanfains (Côtes-d'Armor). En 1973, le « Groupe Even » s'associe à Coopagri Bretagne pour créer l'UCLAB (Union des Coopératives Laitères bretonnes) dont le siège est implanté à Landerneau. En 1976, le « Groupe Even » reprend la « Coopérative Laitière de la Côte d'Emeraude », implantée à Plancoët. En 1994, le « Groupe Even » s'associe aux coopératives Laïta et Terrena pour créer la « Fromagerie de l'Iroise » à Ploudaniel. En 2009 est créé le « Groupe Laïta », société holding dont le « Groupe Even » possède 50,57 % du capital (Terrena  31,01 %, Triskalia 18,42 %).
Le « Groupe Even » est désormais un groupe agroalimentaire dont la maison mère, la « Coopérative Laitière de Ploudaniel », est implantée à Ploudaniel depuis près de 80 ans. Il réunit aujourd'hui 2 000 adhérents et plus de 5 100 salariés et est devenu un des premiers groupes agro-alimentaires français.
D'autres activités agro-alimentaires sont présentes sur le territoire communal, en particulier deux entreprises qui se consacrent à la pomme de terre : une station de l'I.N.R.A et « Bretagne-plants » qui s'attache à créer de nouvelles variétés de plants.

## Démographie
| 1793  | 1800  | 1806  | 1821  | 1831  | 1836  | 1841  | 1846  | 1851  |
| ----- | ----- | ----- | ----- | ----- | ----- | ----- | ----- | ----- |
| 2 778 | 2 521 | 2 885 | 3 077 | 3 233 | 3 447 | 3 506 | 3 404 | 3 606 |

| 1856  | 1861  | 1866  | 1872  | 1876  | 1881  | 1886  | 1891  | 1896  |
| ----- | ----- | ----- | ----- | ----- | ----- | ----- | ----- | ----- |
| 3 386 | 3 331 | 3 274 | 3 180 | 3 309 | 3 138 | 3 074 | 3 084 | 3 023 |

| 1901  | 1906  | 1911  | 1921  | 1926  | 1931  | 1936  | 1946  | 1954  |
| ----- | ----- | ----- | ----- | ----- | ----- | ----- | ----- | ----- |
| 2 992 | 3 094 | 3 114 | 2 956 | 2 992 | 2 981 | 2 869 | 2 725 | 2 673 |

| 1962  | 1968  | 1975  | 1982  | 1990  | 1999  | 2006  | 2008  | 2013  |
| ----- | ----- | ----- | ----- | ----- | ----- | ----- | ----- | ----- |
| 2 630 | 2 511 | 2 558 | 3 044 | 3 406 | 3 572 | 3 649 | 3 683 | 3 653 |

| 2018  | 2022  | - | - | - | - | - | - | - |
| ----- | ----- | - | - | - | - | - | - | - |
| 3 719 | 3 738 | - | - | - | - | - | - | - |

Commentaire : En un peu plus de deux siècles, de 1793 à 2012, Ploudaniel a gagné seulement 1 057 habitants (+ 38,0 %). L'évolution démographique communale a été en dents de scie, passant par un premier pic démographique en 1851 avec 3 606 habitants, suivi d'une longue stagnation aux alentours de 3 000 habitants pendant une longue période (jusqu'à la Seconde Guerre mondiale), qui se poursuit en raison de l'aggravation de l'exode rural, par un déclin démographique assez net, la commune n'ayant plus que 2 511 habitants en 1968 (soit 267 habitants de moins qu'en 1793 ou encore une baisse de 1 095 habitants par rapport au pic démographique de 1851 (- 30 % en 117 ans). Mais depuis 1968, la commune connaît un regain démographique assez net (+ 1 324 habitants en 44 ans, soit une moyenne de + 30 habitants par an en raison de la périurbanisation liée à la relative proximité de villes assez dynamiques comme Landerneau, Landivisiau et Brest et des emplois locaux offerts en particulier par le « Groupe Even ». La période d'expansion démographique la plus remarquable a toutefois été la période 1975-1982 (+  486 personnes en 7 ans, soit un rythme de + 70 personnes par an), le rythme de croissance s'est notablement ralenti depuis.
L'essor démographique de Ploudaniel est dû surtout à un accroissement naturel positif (+ 0,4 % à 0,7 % l'an selon les périodes entre 1968 et 2009) et pour partie à un solde migratoire positif (entre 1975 et 1999, avec un record pour l'intervalle intercensitaire 1975-1982 de + 2,0 % l'an), devenu toutefois négatif pour la période 1999-2009 (- 0,4 % l'an). De 1999 à 2010 inclus, Ploudaniel a comptabilisé 520 naissances pour 246 décès, soit un accroissement naturel de + 274 personnes en 12 ans.
Le nombre des résidences principales est passé à Ploudaniel de 639 en 1968 à 1425 en 2009, soit un gain de + 786 logements (+  123 % en 41 ans), le nombre moyen de personnes par résidence principale passant de 4,0 en 1968 à 2,58 en 2009, signe de la raréfaction des familles nombreuses et de l'atomisation des ménages. Le nombre des résidences secondaires reste très faible : 15 en 1968, 29 en 1999 ; Ploudaniel n'est pas une commune touristique.

## Politique et administration

### Jumelages
Ploudaniel est jumelée avec la commune de :
- Fréland (France).

### Héraldique
| Blason de Ploudaniel | Coupé-émanché de trois pièces de sinople sur or chargé en chef de trois fleurs de pomme de terre d'argent boutonnée d'or, et en pointe d'un rencontre de cerf de sable. Coupé émanché de trois pièces : au premier de sinople chargé de trois fleurs de pommes de terre d'argent, boutonnées d'or, rangées en fasce, au second d'or au rencontre de cerf de sable. |

La devise de la commune :
Plouzeniel prest bepred, « Ploudaniel est toujours prêt ».

## Vie économique
- La Coopérative Laitière de Ploudaniel est la société mère du groupe Even. Cette coopérative bretonne fabrique et commercialise notamment les marques Mamie Nova et Paysan Breton.

## Enseignement et éducation

### Langue bretonne
L'adhésion à la charte Ya d'ar brezhoneg a été votée par le Conseil municipal le 2 février 2007.
En 2019, l'école Sainte-Anne devrait ouvrir une classe bilingue.

### Maternelle
- Publiques
  - École Jean-Monnet
- Privées
  - École Sainte-Anne

### Primaire
- Publiques
  - École Jean-Monnet
- Privées
  - École Sainte-Anne

### Bibliothèque
- Auguste-Le-Breton

### Maison de l'Enfance
- Le Petit-Prince

### Écoles spécialisées
- La MFR de Ploudaniel, dispense des formations agricoles et agro-alimentaires.

## Monuments et sites

### Monuments religieux
- L'Église paroissiale Saint-Yves : construite entre 1860 et 1862 par l'architecte Joseph Bigot, elle est en forme de croix latine, flanquée d'une sacristie de forme polygonale. Son clocher est à deux chambres de cloches et trois galeries[165]. Le calvaire du cimetière de Ploudaniel, avec sa pietà, date du XIVe siècle. Les vitraux ont été posés en 1901 par la "Société artistique de peinture sur verre" et évoquent les principaux actes de la vie de saint Guinien[166].

L'église Saint-Yves
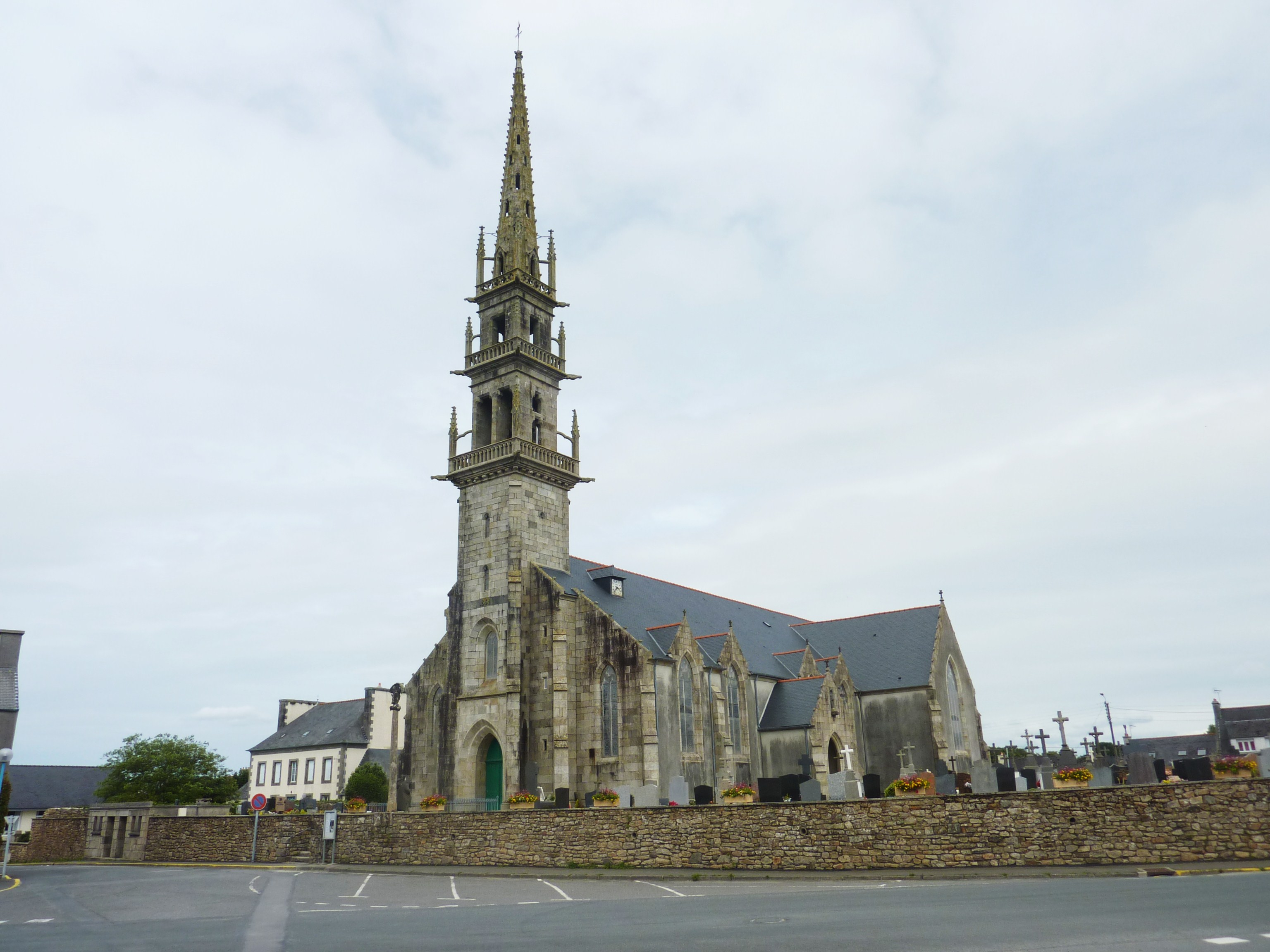
Vue extérieure.
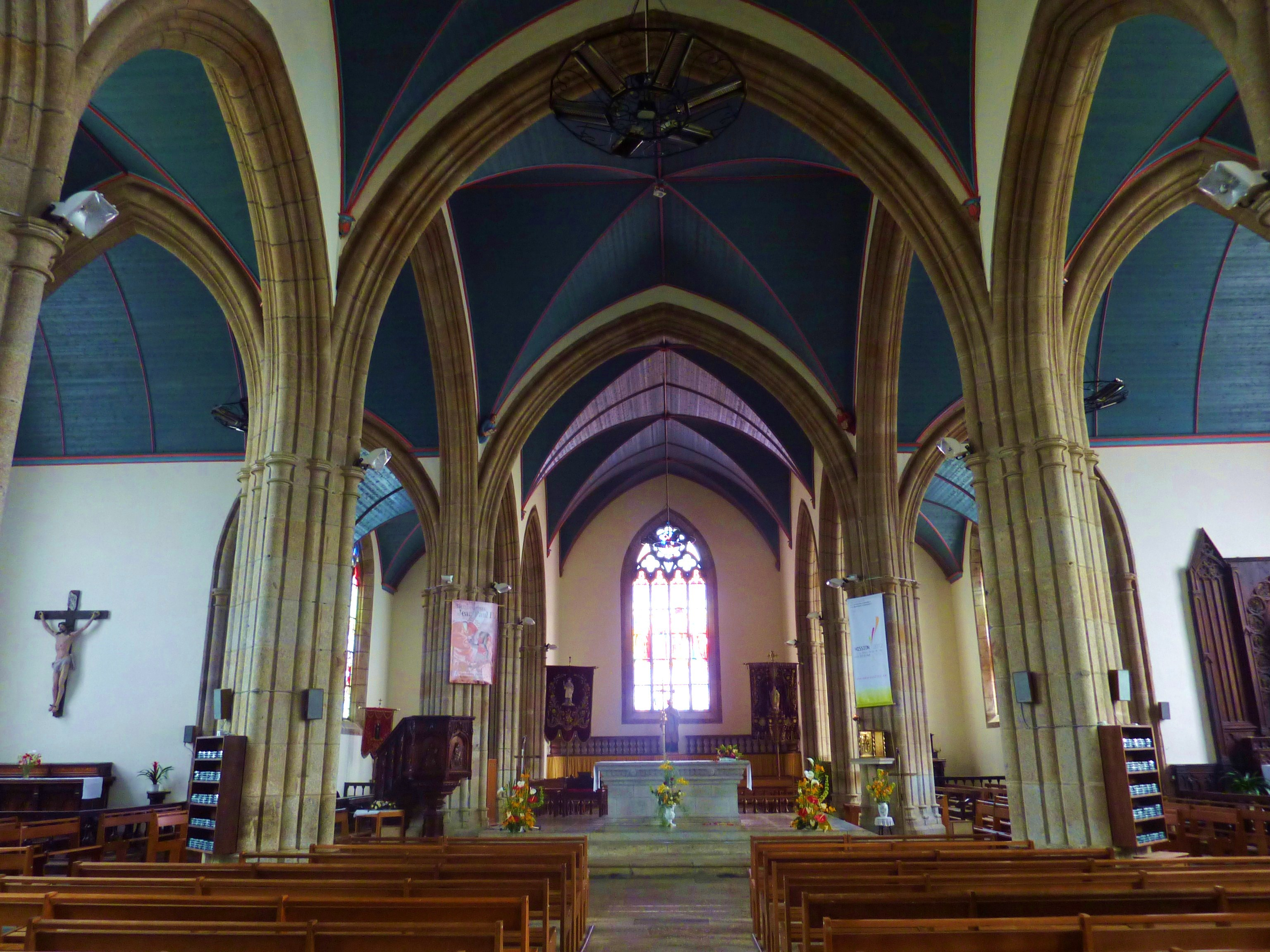
Vue intérieure.
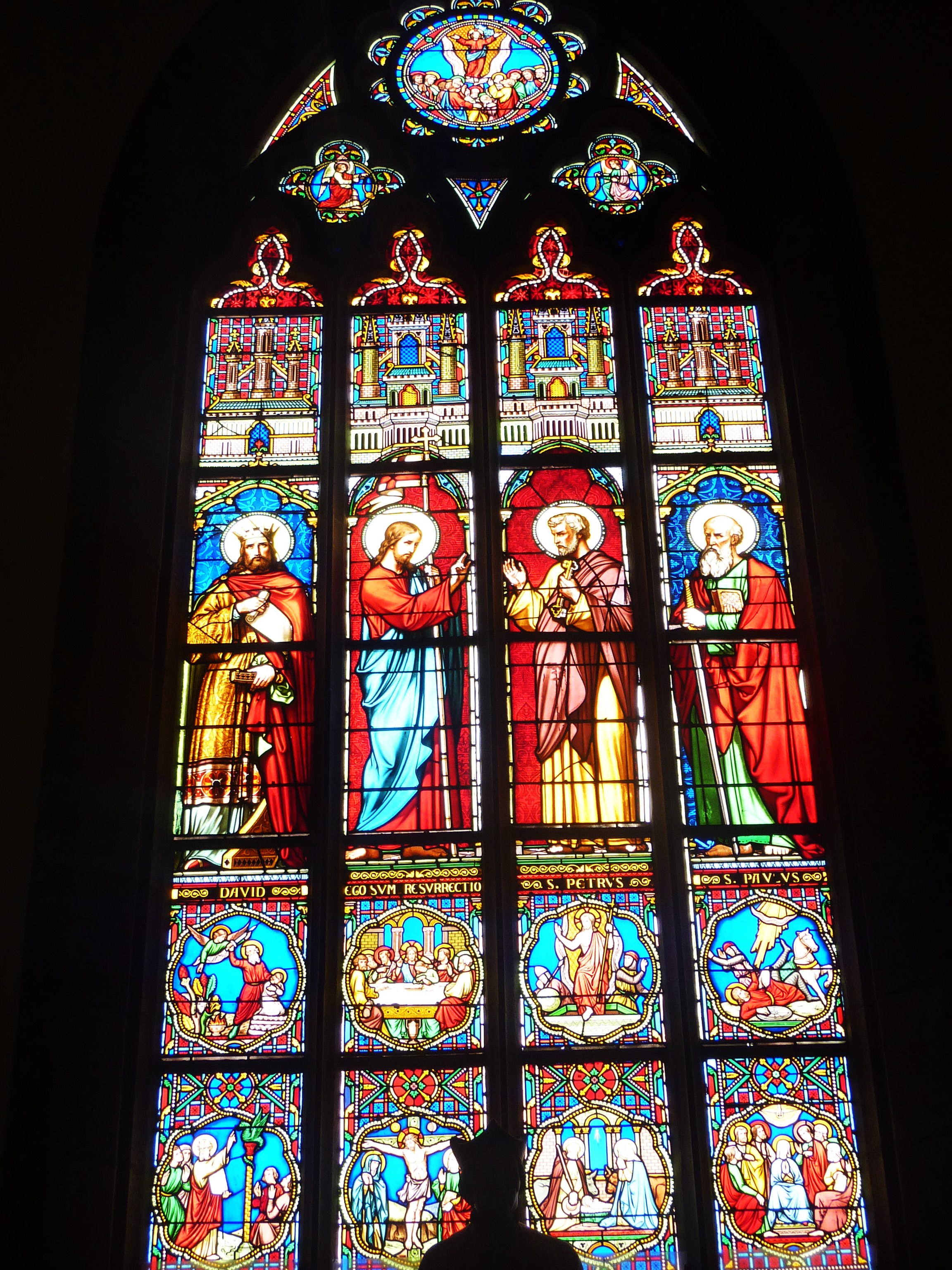
Vitrail.
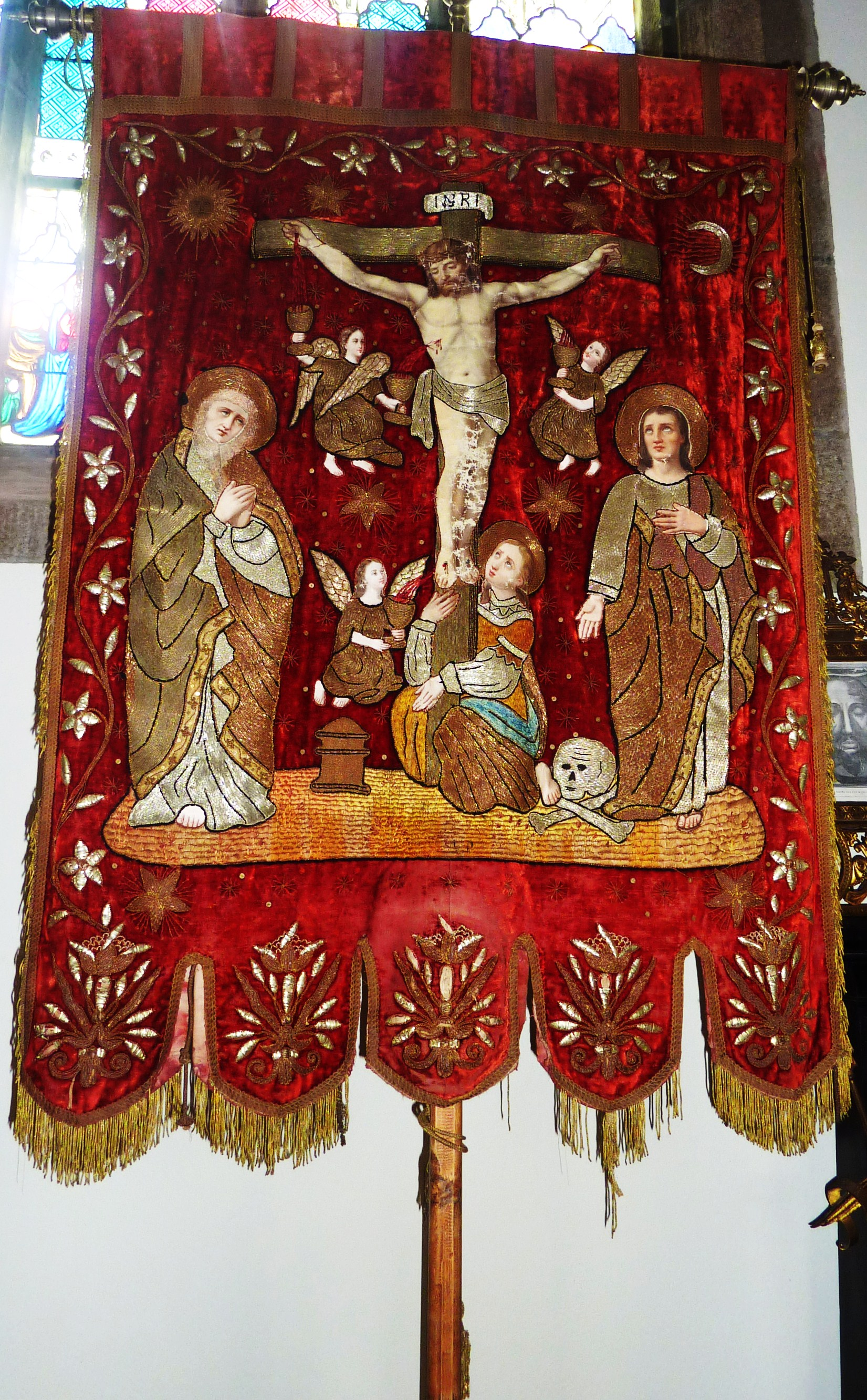
Bannière de procession.
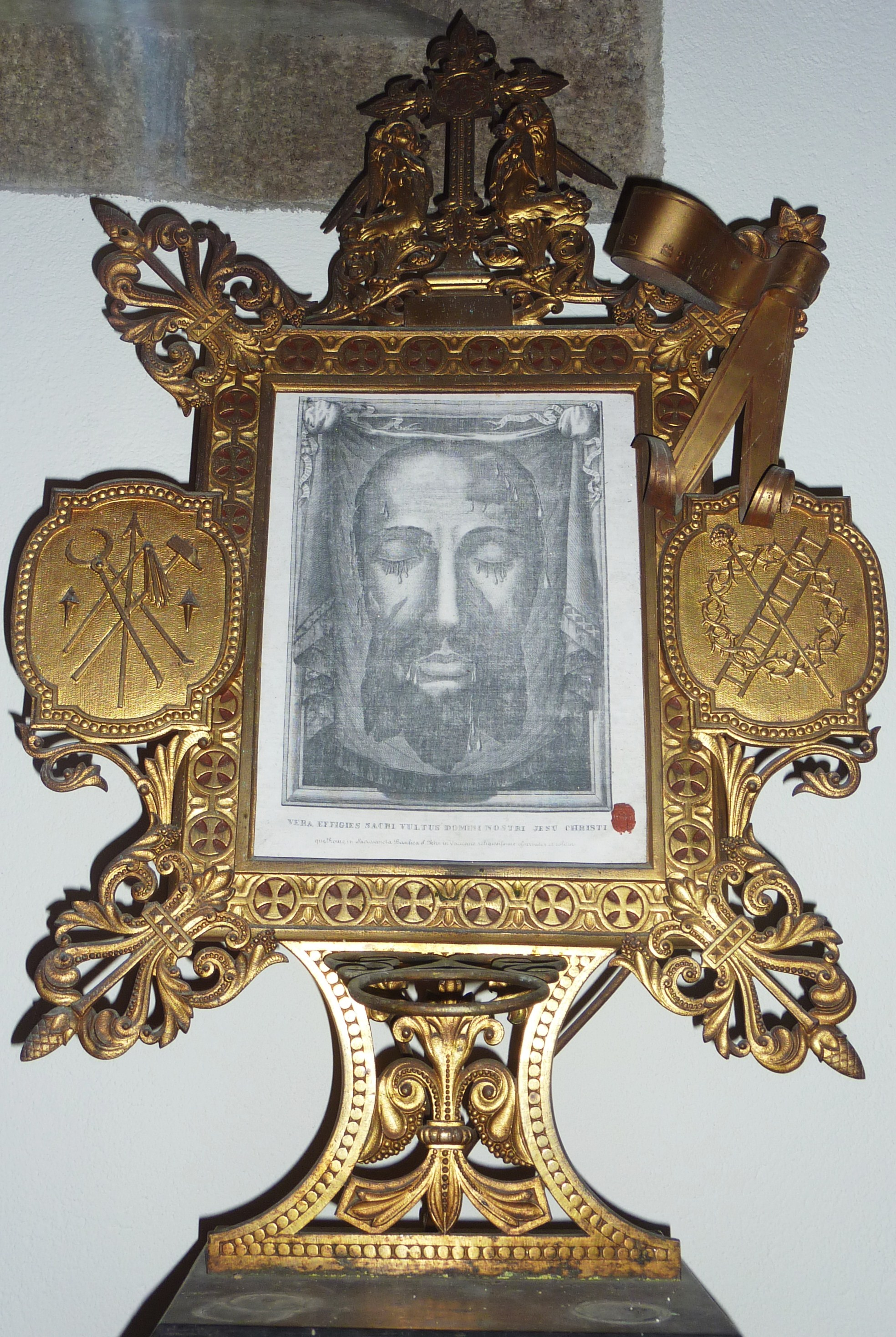
Ostensoir représentant la Sainte-Face.
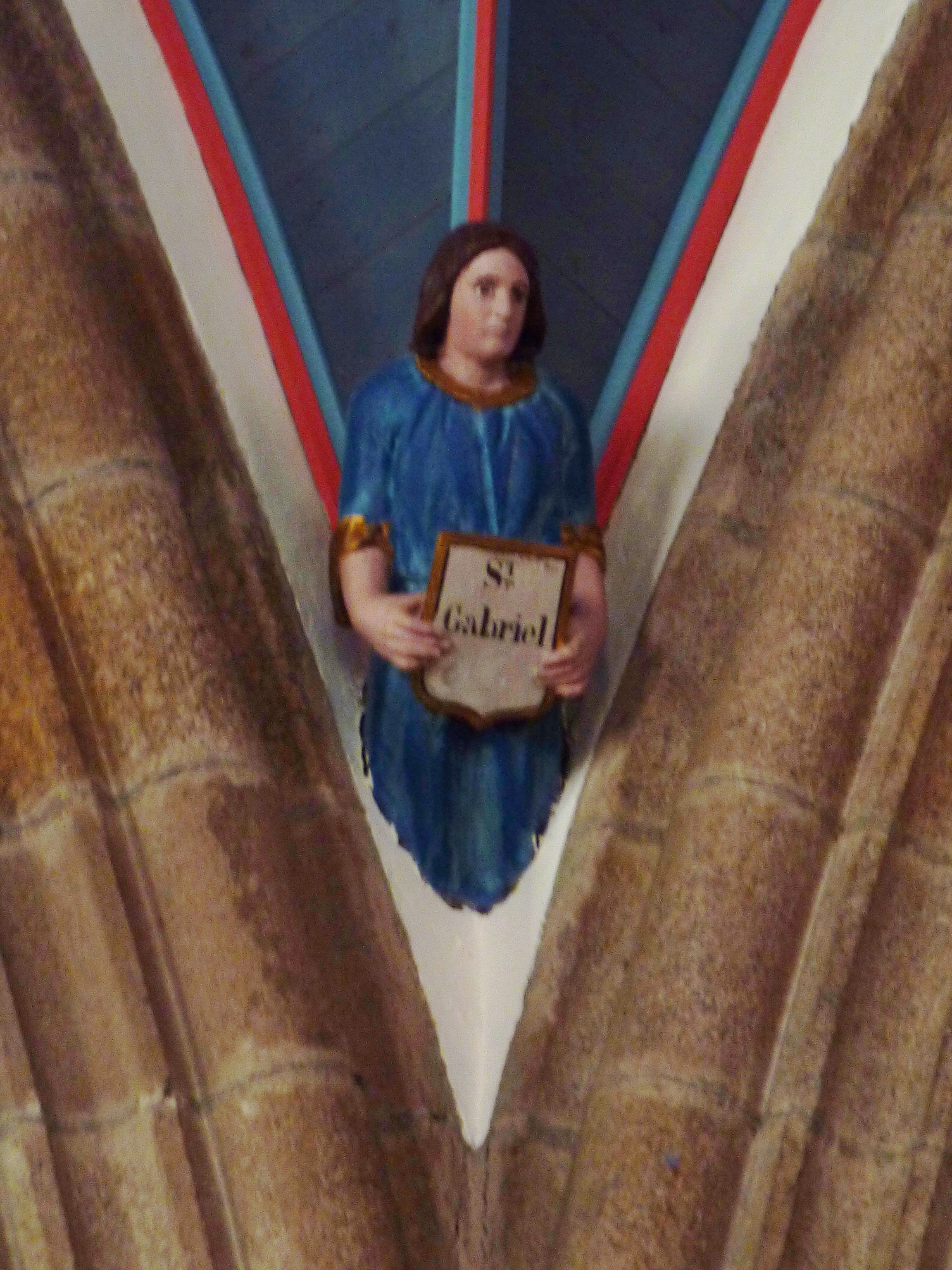
Sculpture représentant saint Gabriel dans l'un des angles de la croisée du transept.
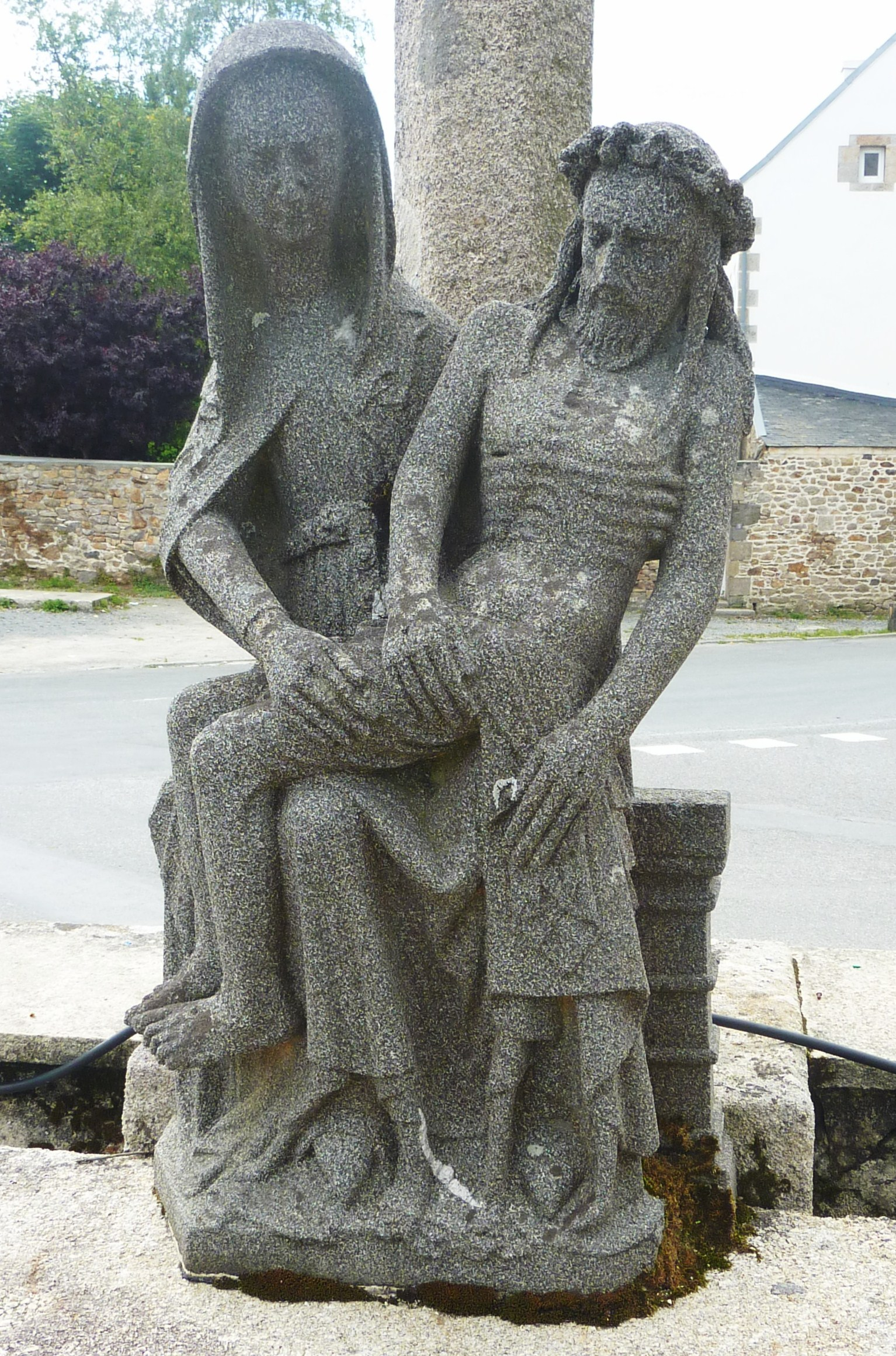
La pietà du calvaire du cimetière de Ploudaniel (XIVe siècle).
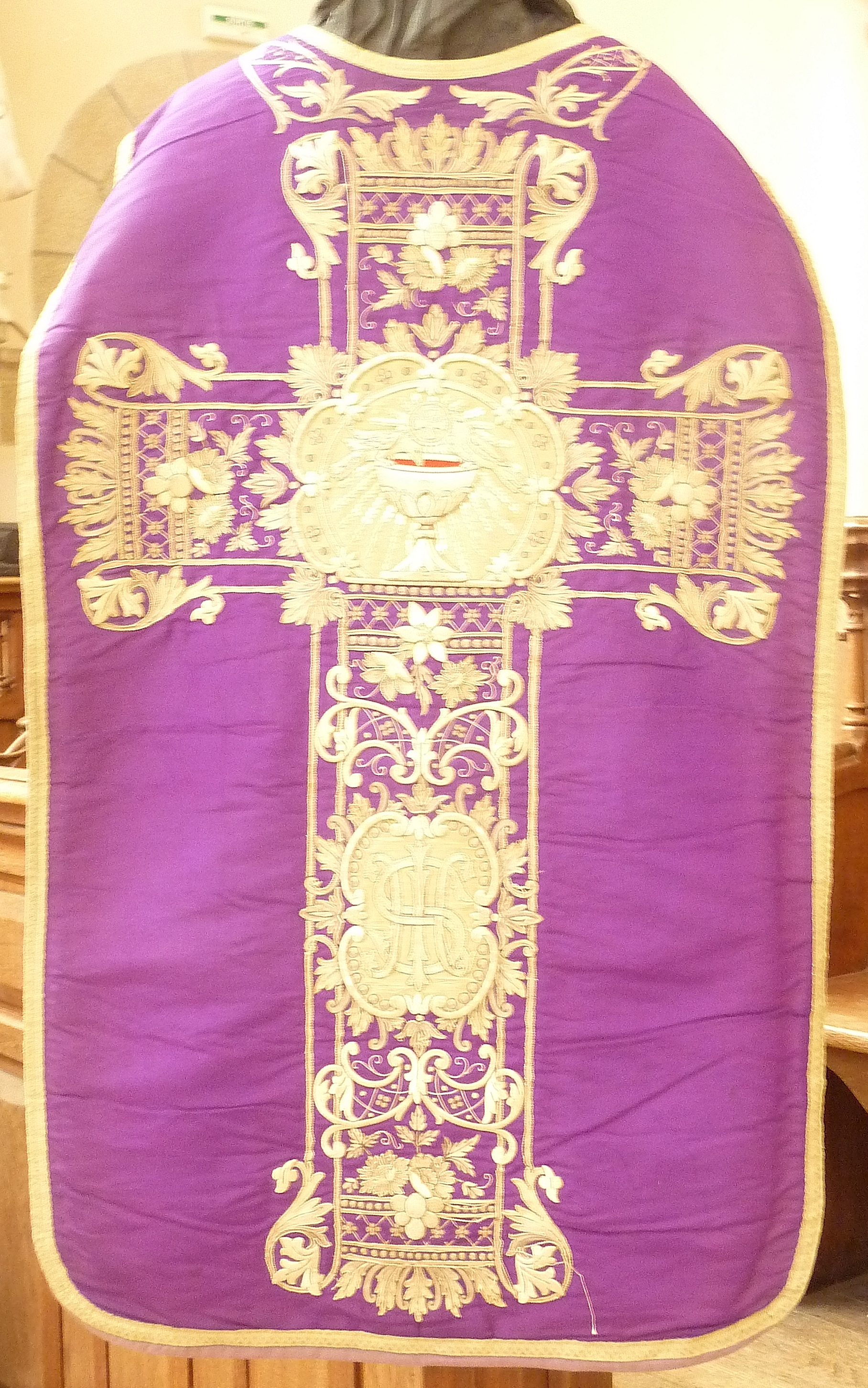
Chasuble de la paroisse Saint-Yves (vers 1890).

- La chapelle Sainte-Pétronille (sainte Pétronille est une sainte romaine du Ier siècle, mais, appelée aussi Périne, Perronnelle ou Pernelle, la tradition locale en fait la sœur de saint Goulven, sous le nom de Santez Pérounel; et une confusion entre les deux saintes, invoquées toutes les deux contre les fièvres, traditionnellement nombreuses dans la région en raison de la présence de marais) : elle date de 1588 et est composée d'une nef de trois travées avec un bas-côté, un transept et un chœur ; son pignon ouest est surmonté d'un clocher-mur, la sacristie se trouve dans l'aile sud. La chapelle possède une statue de sainte Pétronille et quelques autres statues anciennes. Le calvaire se dresse sur un socle élevé ; ses croisillons portent les statues de saint Jean et de la Vierge Marie encadrant la croix. Une autre statue représente Marie-Madeleine tenant un vase de parfum. Au sud de la chapelle se trouve une fontaine dans un bassin carré au centre d'un enclos pavé entouré d'un mur garni de bancs. Un des murs est percé d'une niche aritant une statue de sainte Pétronille sur un lanternon Renaissance que l'on venait invoquer contre les fièvres[167]. Job an Irien a recueilli et traduit le « Cantique à sainte Pétronille », dont deux versions existent donc, l'une en breton, l'autre en français.

La chapelle Sainte-Pétronille
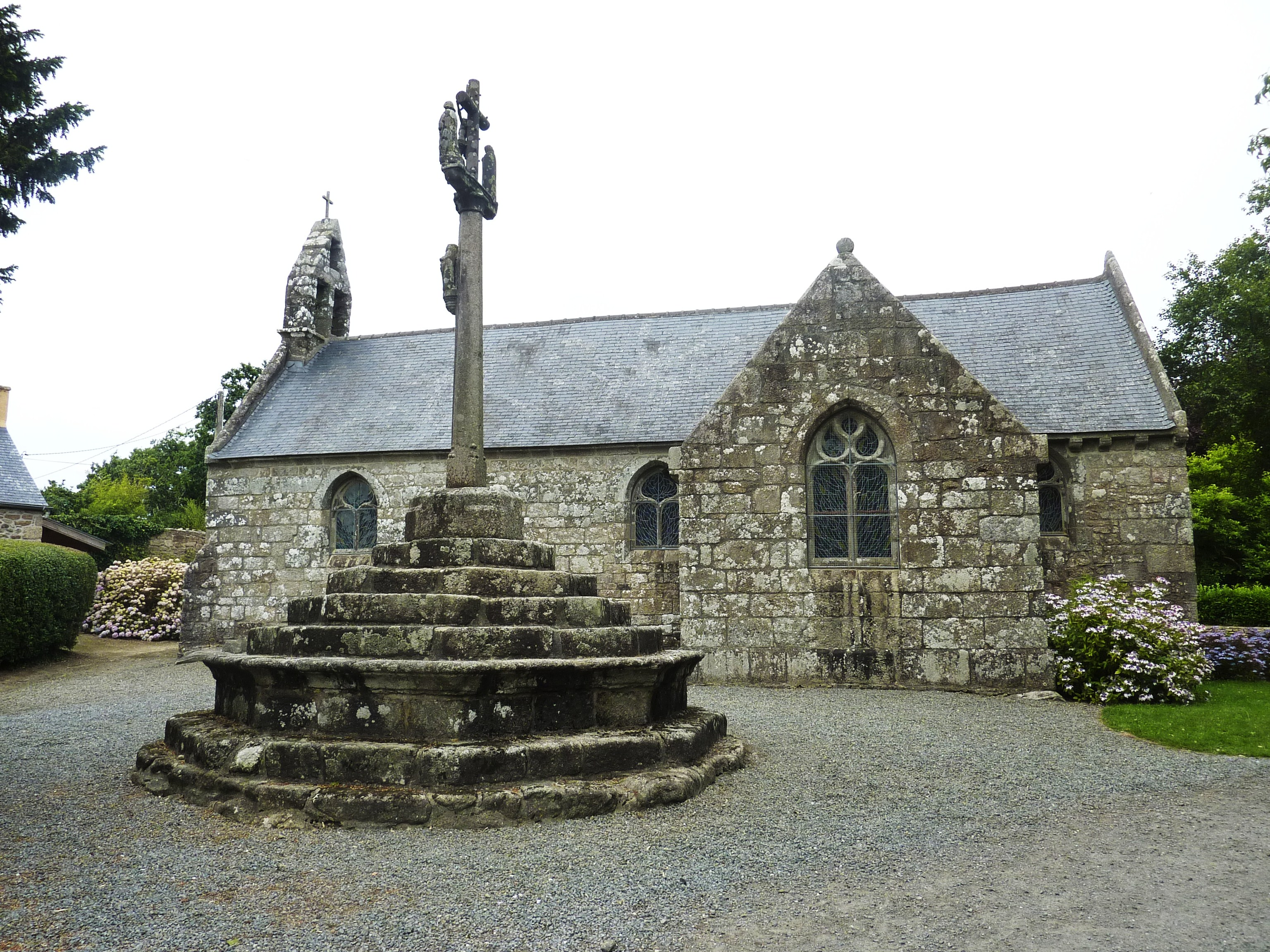
Vue d'ensemble.
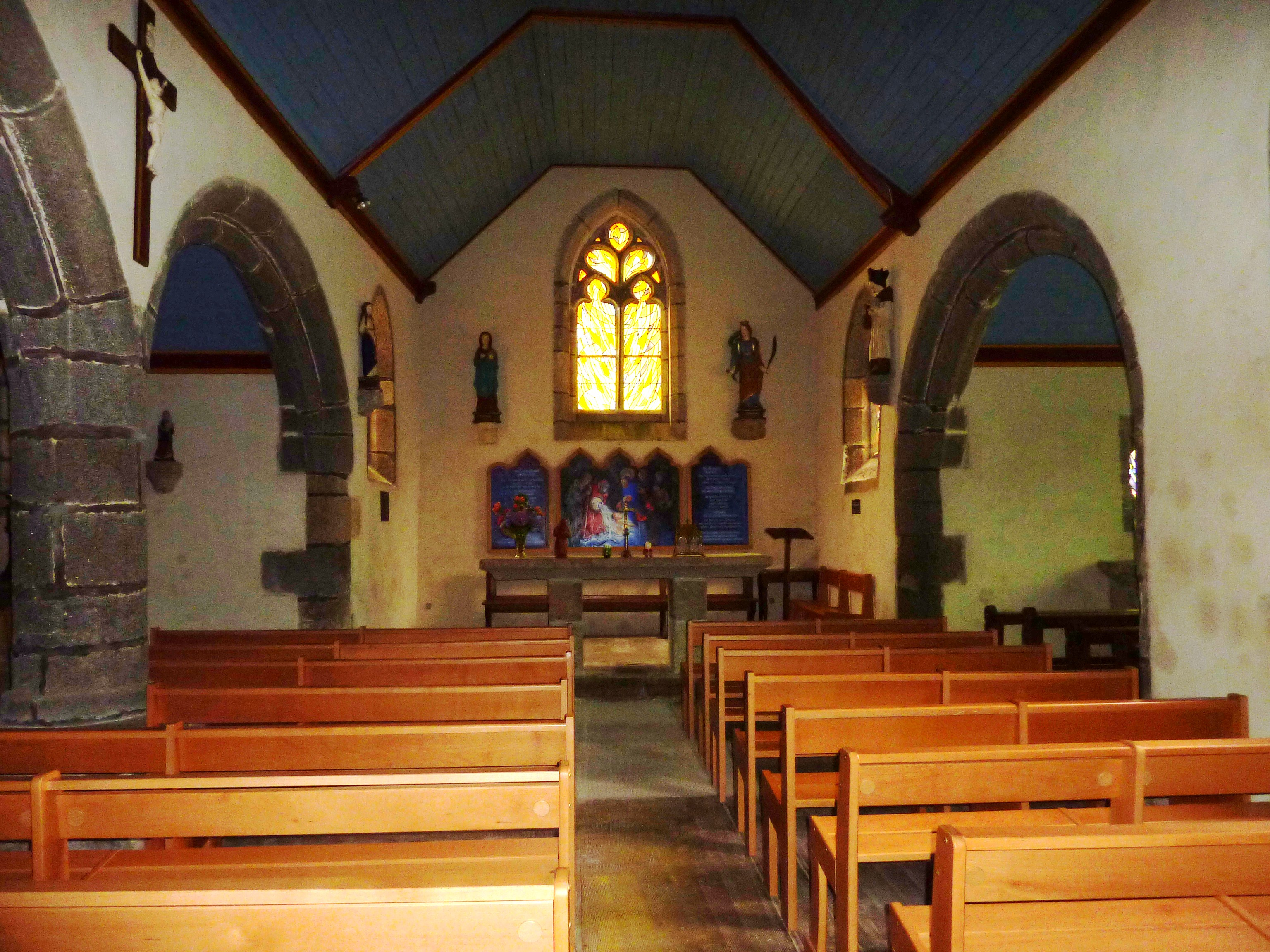
Vue intérieure.
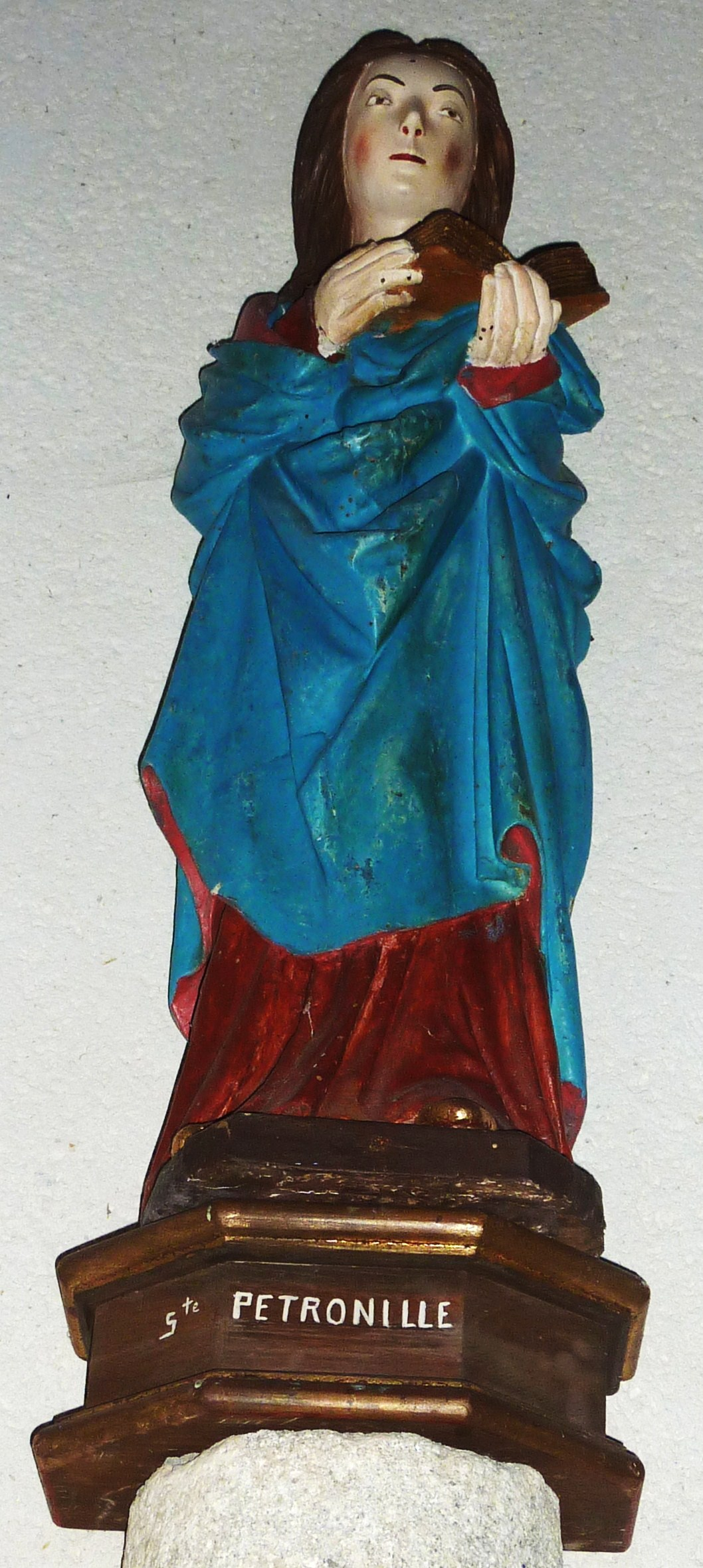
Statue de sainte Pétronille.
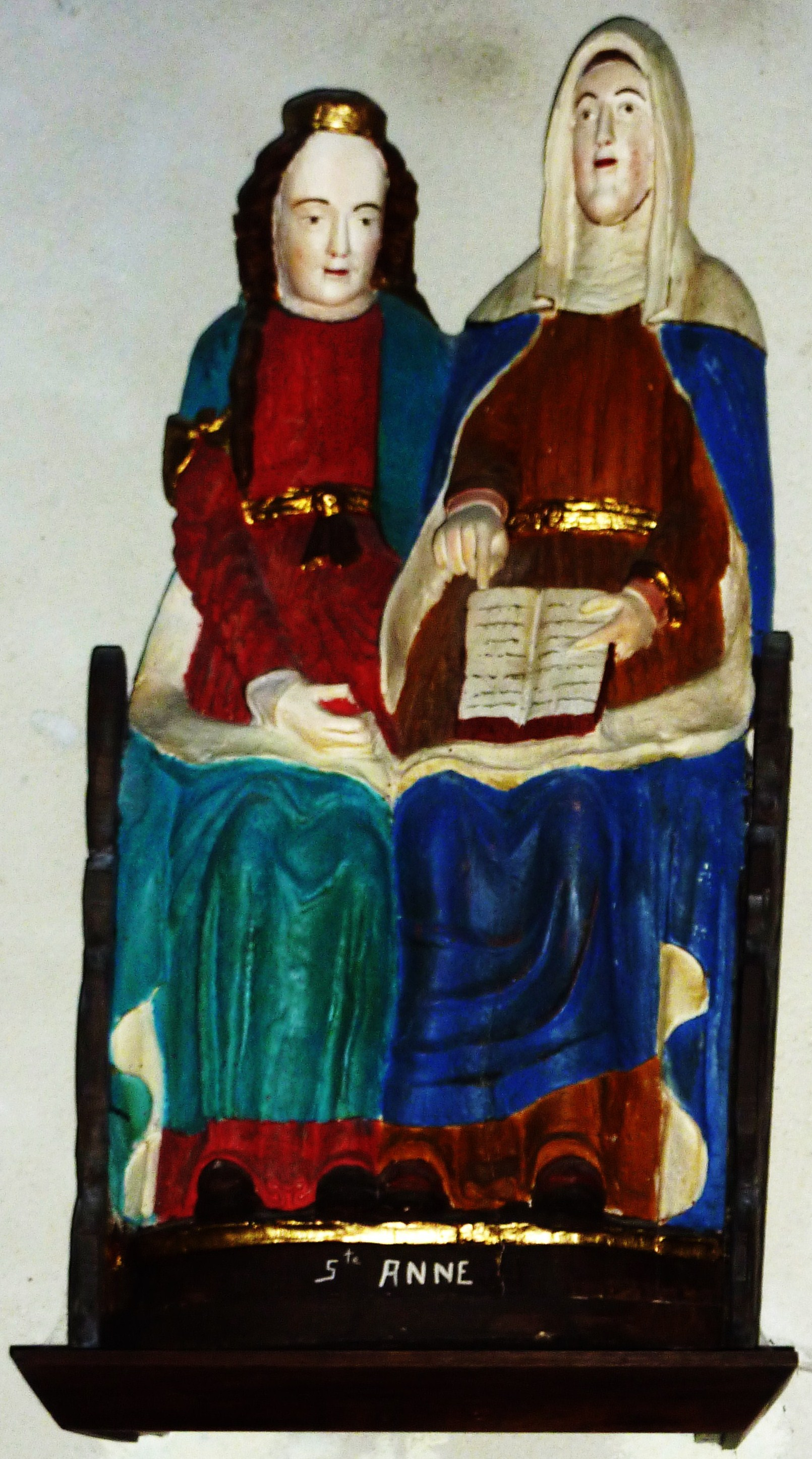
Groupe statuaire de sainte Anne et de la Vierge Marie.
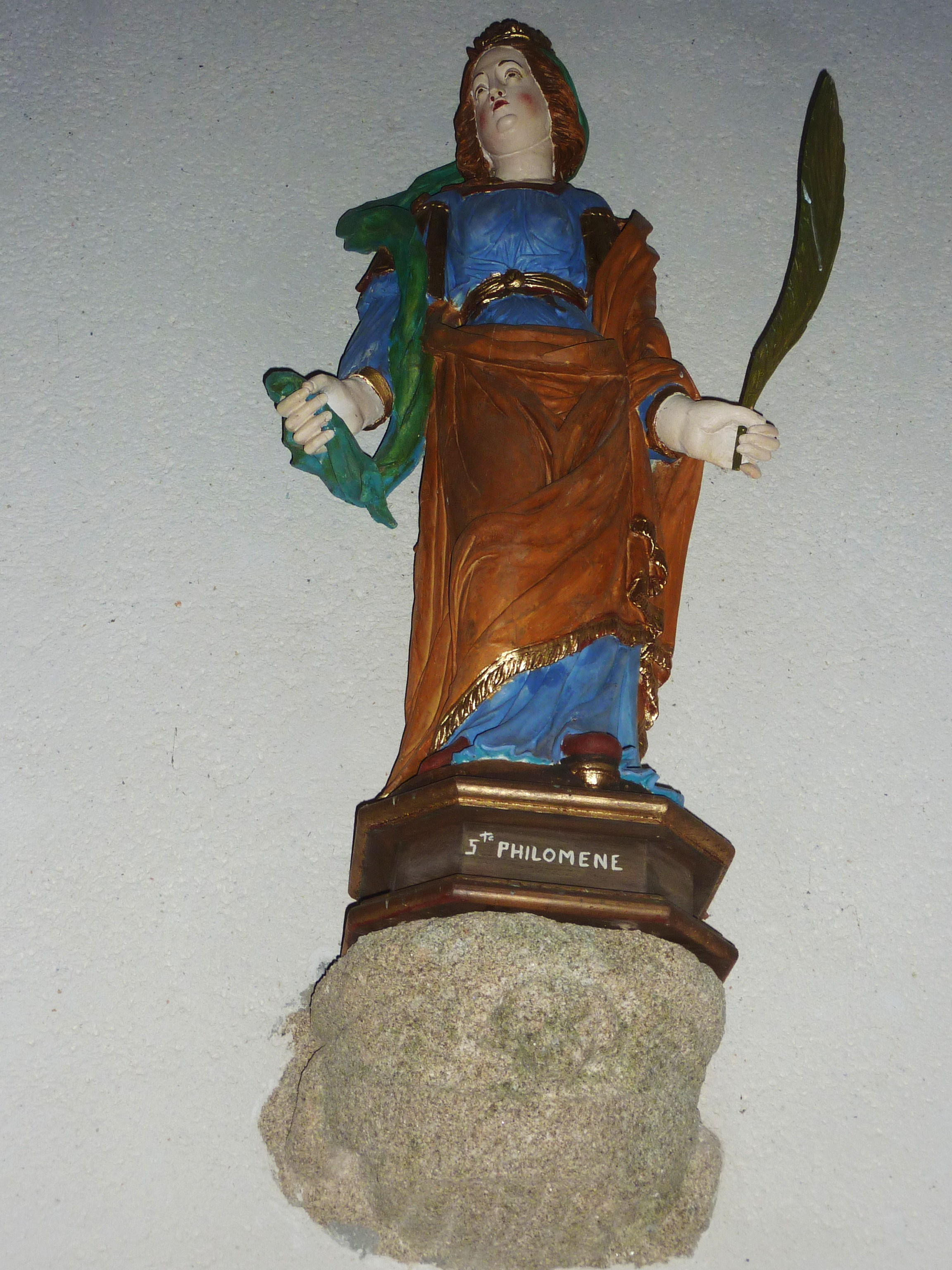
Statue de sainte Philomène.
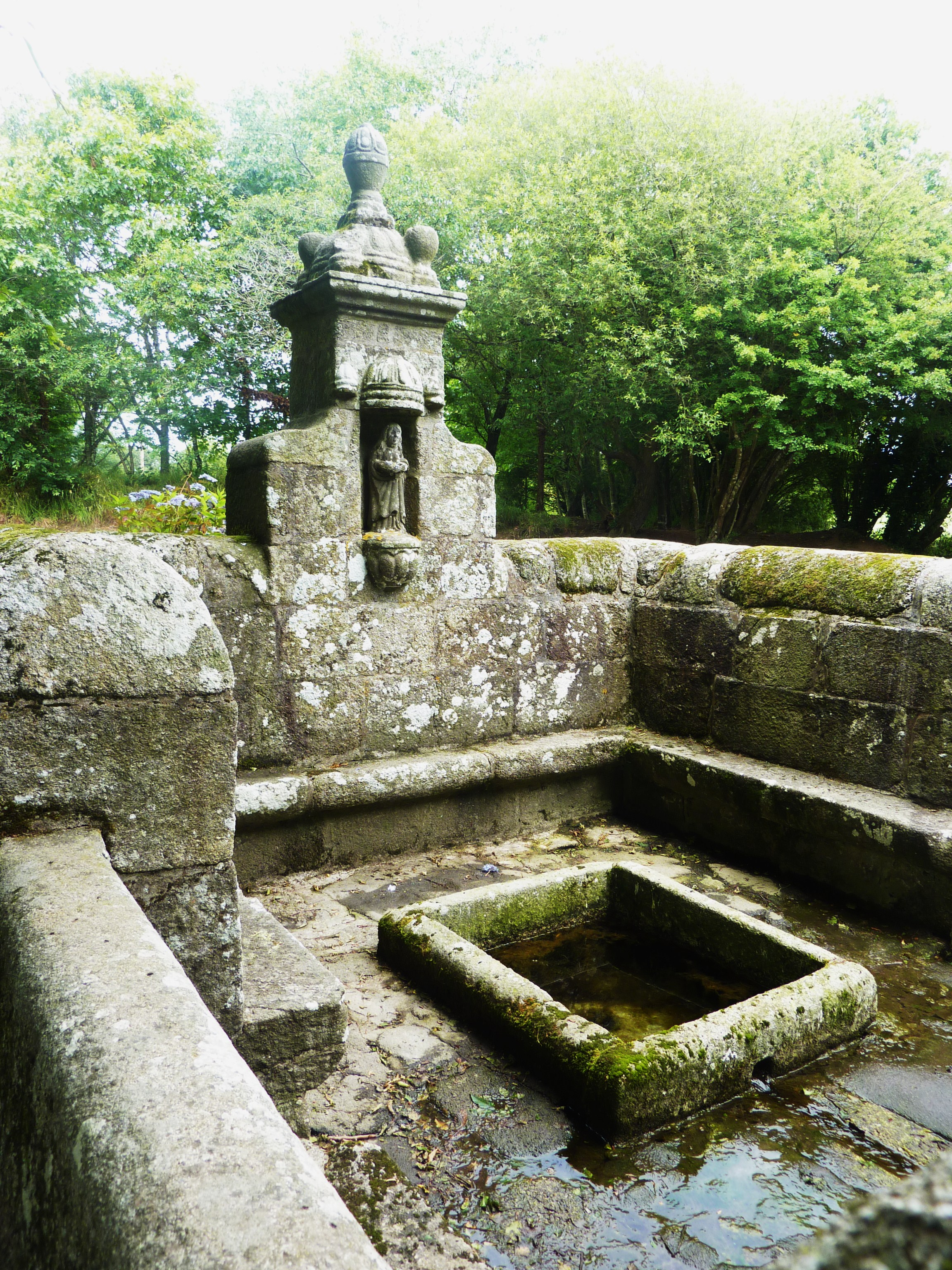
Fontaine de la chapelle.
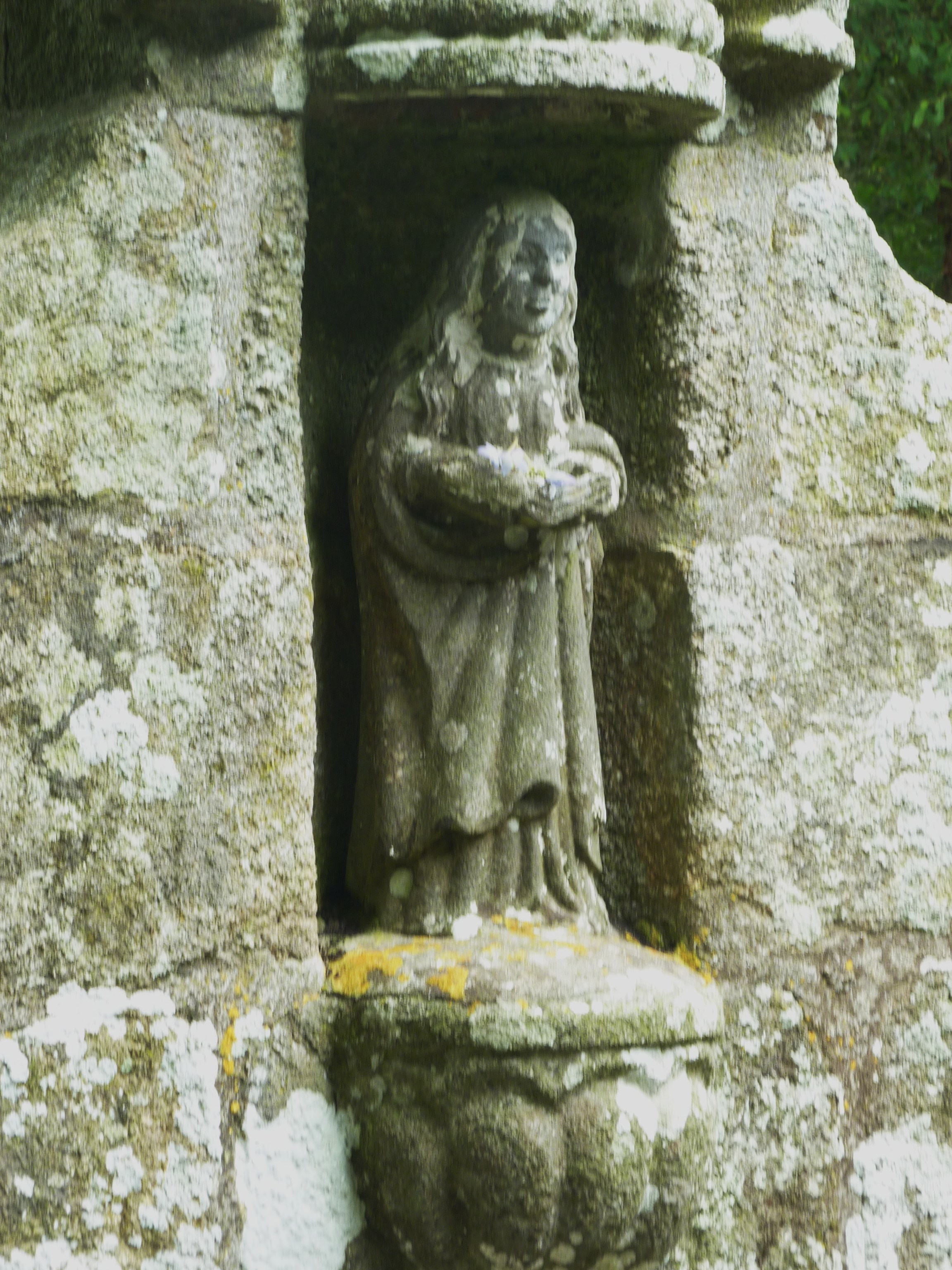
Détail de la statue de la fontaine.

- La chapelle Saint-Éloi, consacrée à saint Éloi par son constructeur initial saint Arnoc, mais le culte de saint Éloi a été confondu par la suite avec celui de saint Alar (sant Alar) par les Bretonnants en raison de la quasi-homonymie entre les deux saints. La chapelle actuelle date du XVIe siècle et est de plan rectangulaire ; elle comprend un bas-côté nord de quatre travées et une sacristie au sud, ainsi qu'un clocher élancé à deux galeries. Le portail gothique de la façade sud, qui date de 1620 est dominé par la statue en granit de saint Éloi, coiffé de la mitre et tenant sa crosse, avec à ses pieds, une enclume et des fers à cheval. La chapelle abrite les statues d'une Pietà, de saint Éloi, sainte Anne, saint Yves, saint Menoir (ou sant Memor), tenant ses entrailles (dans la chapelle Notre-Dame-du-Haut en Trédaniel (Côtes-d'Armor) se trouve une statue de « saint Mamert » (ou « saint Mamers ») montrant ses entrailles et dans la chapelle de Saint-Céneri-le-Gérei dans l'Orne une statue de "saint Mamert" tenant ses entrailles dans ses mains ; on dit que d'un coup de colère sa servante lui aurait ouvert le ventre d'un coup de fourchette[168]). En fait, il s'agirait de saint Mammès décédé dans des conditions correspondant à ce que représente la statue[169] et honoré aussi à Thieffrain (Aube). Les vitraux illustrent les principaux épisodes de la vie de Saint Éloi. Le pardon de Saint-Éloi (Sant Alar en breton), a lieu le 4e dimanche du mois de juin. C'est et surtout c'était traditionnellement un pèlerinage de chevaux. La sacristie porte l'inscription bretonne Kambr an run, qui signifie "chambre du crin"[170]. Les cavaliers amènent leurs montures saluer la statue du saint, puis font trois fois le tour de la chapelle où les propriétaires des chevaux entrent ensuite déposer devant l'autel une offrande de crin[171]. Le calvaire, haut de 6,50 m, situé dans le placître date du XVIe siècle et est orné d'une pietà. Un oratoire se trouve à proximité, il était destiné à recevoir les offrandes le jour du pardon de saint Éloi, dans un tronc en chêne renforcé par des ferrures[172].

La chapelle Saint-Éloi
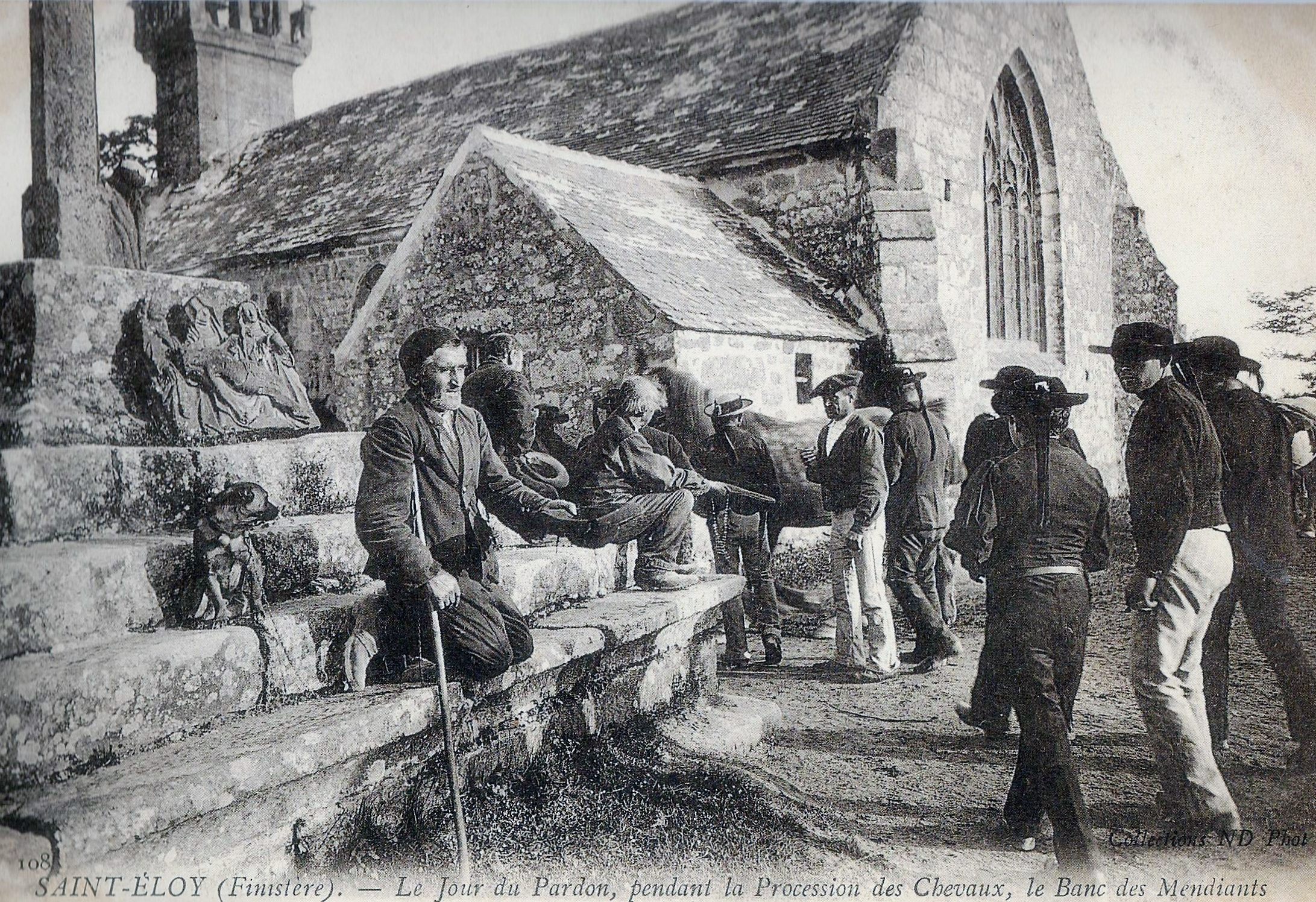
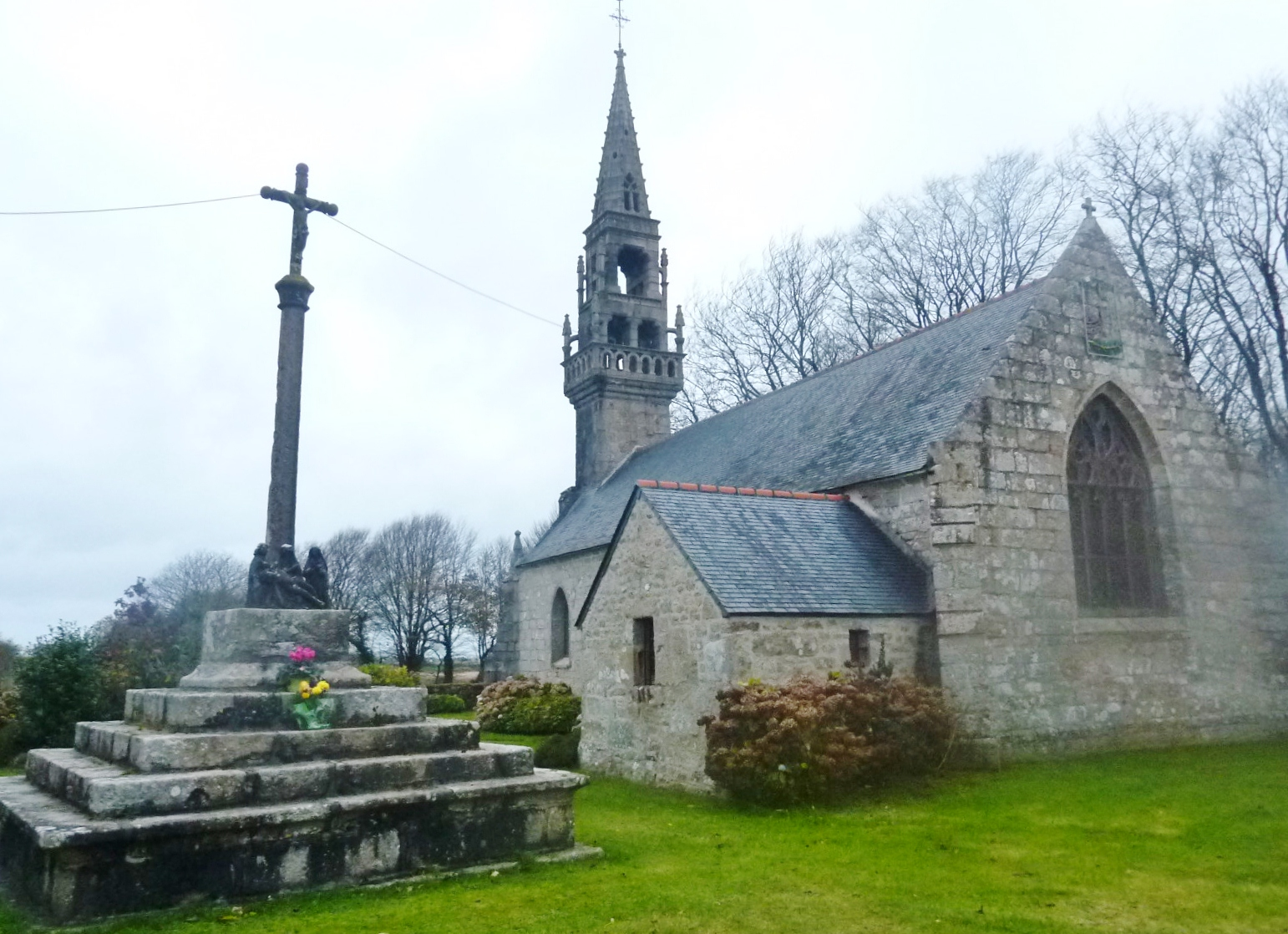
La chapelle et son calvaire.
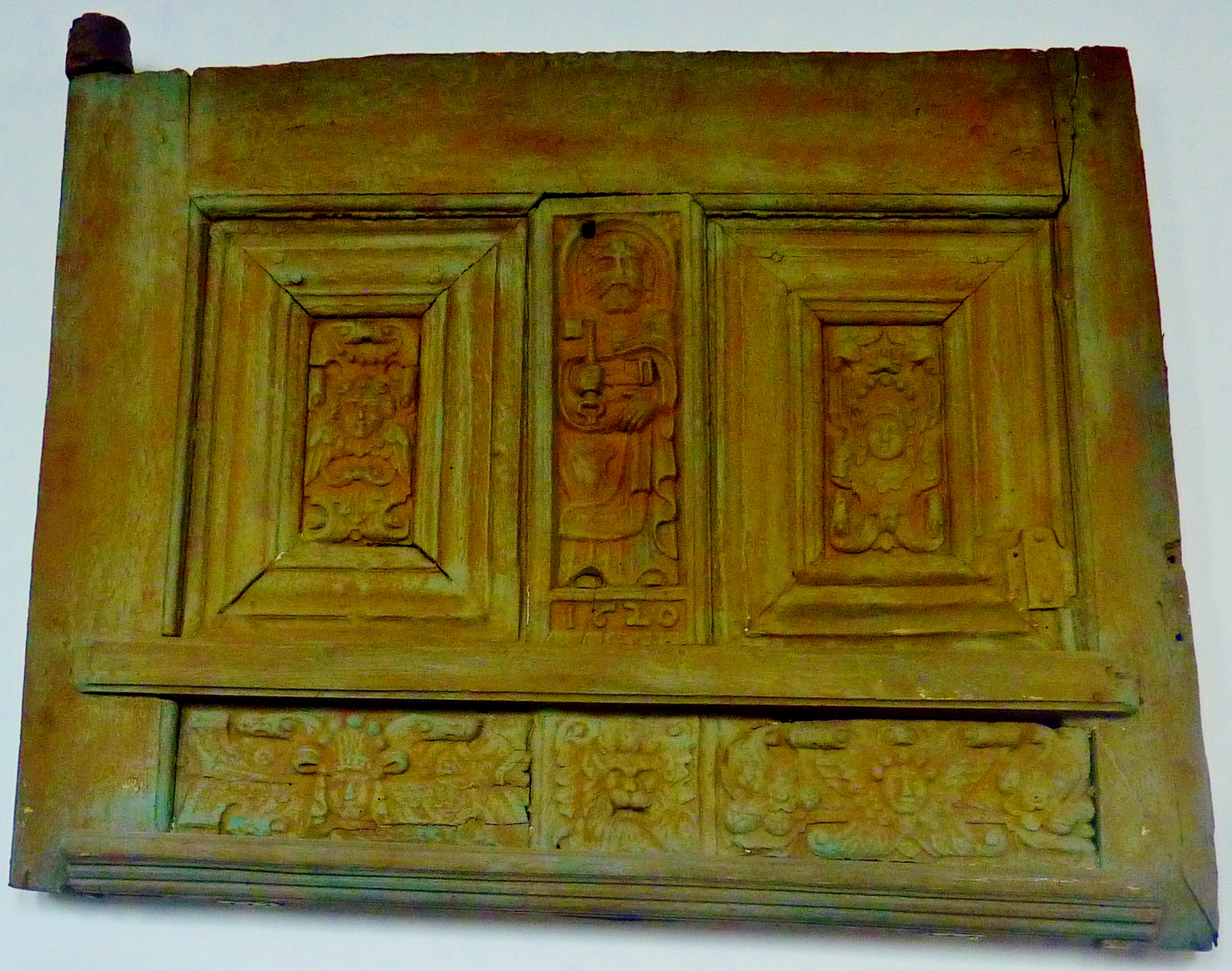
Haut de porte de la chapelle Saint-Éloi de Ploudaniel (en bois, début XVIIe siècle, style Renaissance, musée du Léon de Lesneven).

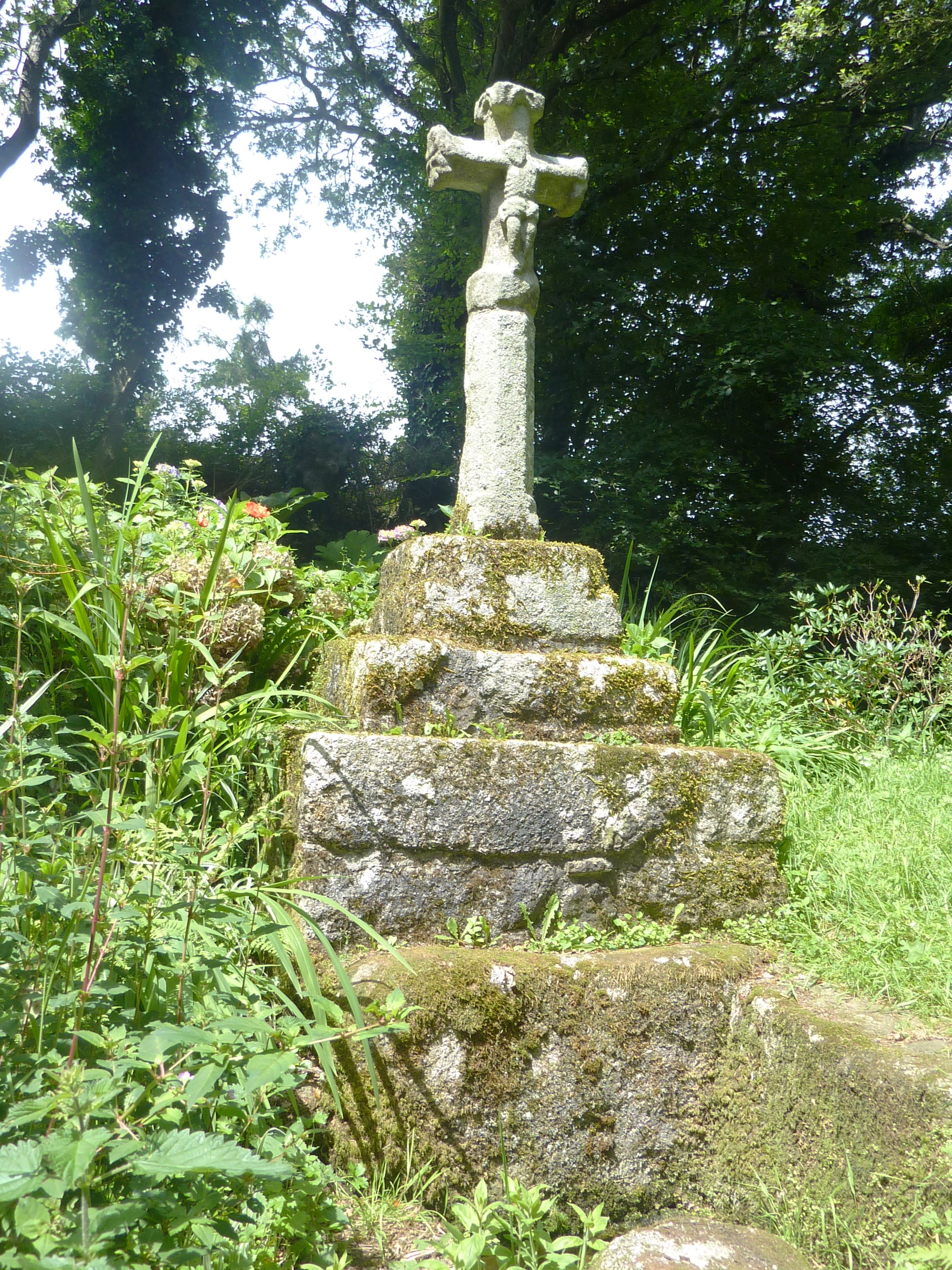
Le calvaire de Kermoalic (XVe siècle).

- Le calvaire de Kermoalic[173] date du XVe siècle.
- La croix de Lanmarc'h[174] est une croix pattée monolithique implantée sur le parapet d'un pont. La tradition en fait un monument commémorant les combats menés par les Bretons contre les Normands au Haut Moyen Âge.

La commune de Ploudaniel compte en tout 38 croix, toutes recensées dans l'Atlas des Croix et Calvaires.

### Monuments civils
- Le manoir de Trébodennic : il date de la fin du XVIe siècle, construit en 1584 par Alain de Poulpry, seigneur de Lavengat, archidiacre du Léon et conseiller au parlement de Bretagne ; démoli après la Révolution française[28], il fut reconstruit vers 1880 par la famille Croc[176]; il subsiste du bâtiment d'origine le corps de logis principal, ainsi qu'une porte Renaissance datée de 1584[177]. La partie droite avec les deux tours carrées date de la reconstruction à la fin du XIXe siècle. La façade de style Renaissance a belle allure avec ses trois lucarnes à frontons courbés, sa fine tourelle à encorbellement et sa magnifique entrée entourée de splendides cariatides ornées de motifs curieux et délicats. Sur le fronton couronné d'urnes à fleurs figure un joueur de tambour et une femme, une flûte à la main. Le manoir possède une monumentale cheminée Renaissance conservée de la famille de Poulpry, mais dont les blasons furent martelés lors de la Révolution française.

Le château de Trébodennic
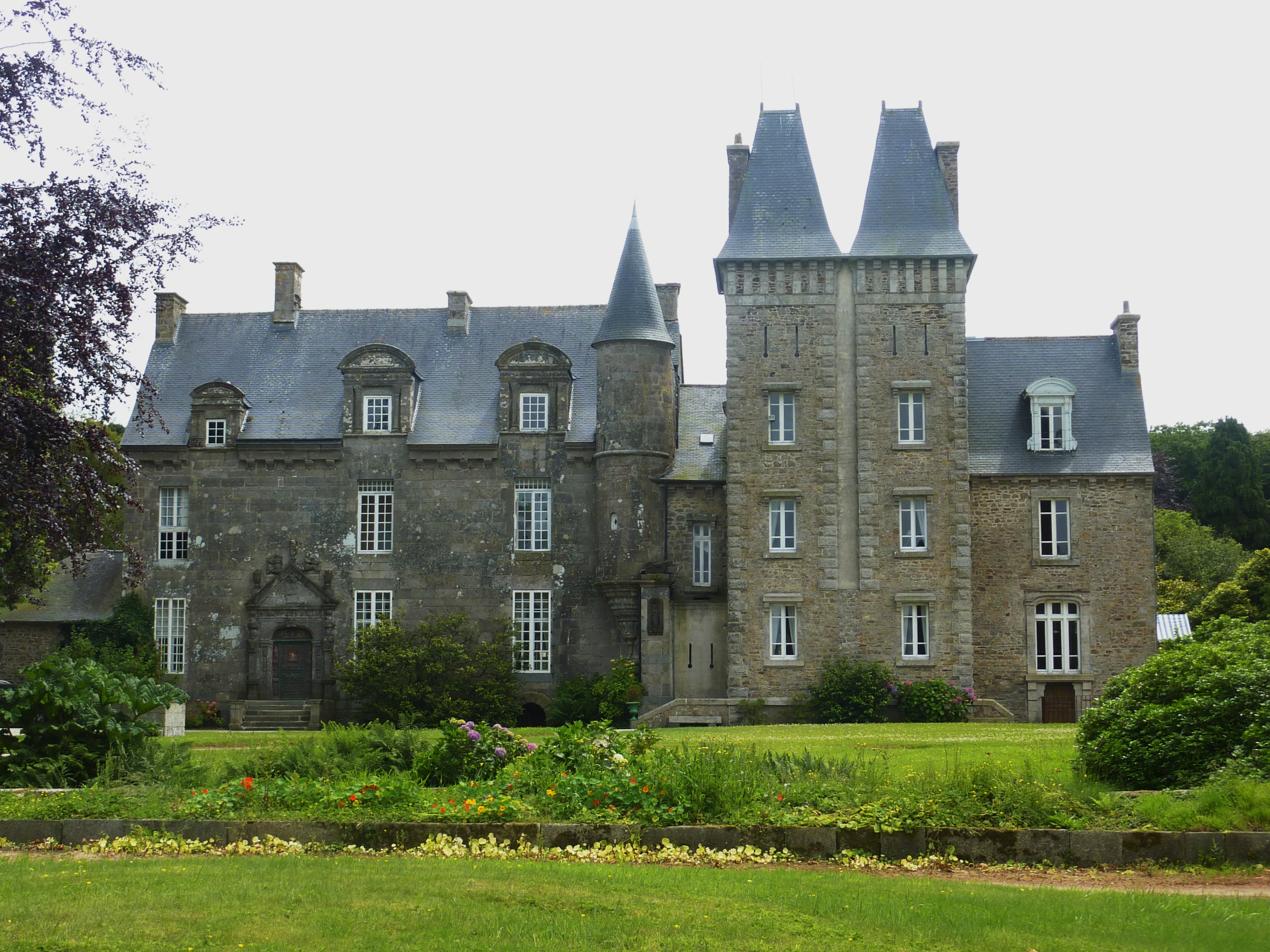
Vue d'ensemble.
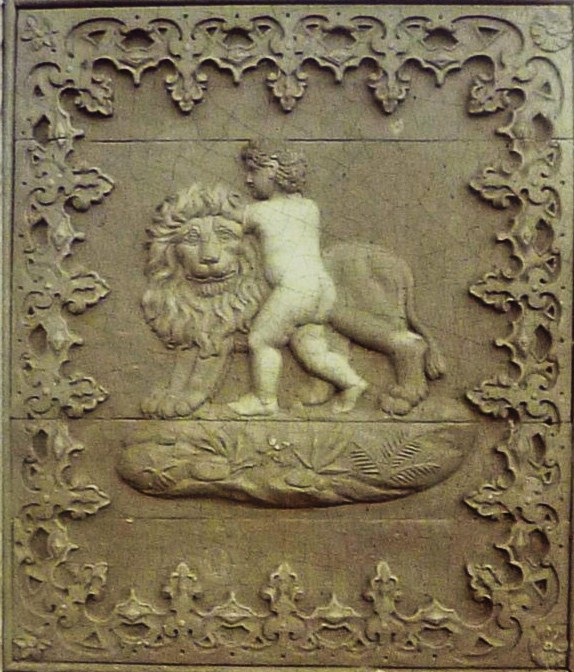
Détail du décor.

- Les vestiges du manoir de Poulpry (porte du XVe siècle) : ce vieux manoir, aujourd'hui une ferme, fut le berceau de la famille de Poulpry.
- Le château de Kerno (XVe – XVIIIe siècle), reconstruit en 1960[178]. La chapelle Sainte-Anne[179], adossée au mur de la propriété, est une chapelle privée de style Renaissance.
- Le vieux moulin de Kerno date de la 2e moitié du XVIe siècle (propriété privée).
- Le manoir de Kerbaronou de style Renaissance date de 1573 mais un manoir antérieur a existé[180].
- La mairie actuelle de Ploudaniel est une maison ancienne à apotheiz ["avancée"] semi-circulaire, dénommé aussi parfois en breton  avans taol ["avancée de la table"] dans le Bas-Léon[181].

Plusieurs fermes possèdent des éléments architecturaux intéressants comme la ferme de Mesguen, la ferme de Trémoguer (qui appartinrent toutes les deux à des familles de juloded, et la ferme de Lagouron avec ses trois boulins à pigeons visibles sur sa façade.

## Traditions populaires
Un conte était traditionnellement raconté à Ploudaniel :

« Un fermier de Ploudaniel fut un jour bien affligé. N'avait-il pas oublié d'ensemencer l'un des sillons de son champ ! Quand vint le moment où les blés sortent de terre, il alla voir si la vermine n'avait pas trop maltraité son bien. L'apparence était bonne partout, sauf sur le point dont il vient d'être parlé. Je vous laisse à penser s'il se mordit les doigts. Semblable distraction est, en effet, impardonnable, s'il est vrai qu'on soit toujours maître de l'éviter. D'aucuns pensent que non ; peut-être n'ont-ils pas tort. Donc, notre homme se demanda qui de sa maison mourrait dans l'année, car c'est là, tout le monde le sait, présage de mort. Si le sillon non ensemencé est le plus long du champ, c'est le chef de famille qui s'en va ; si ce sillon ne vient qu'en seconde ligne, la moitié de ménage [l'épouse] peut se préparer à recevoir les saintes huiles ; s'il est court, l'un des enfants est condamné ; s'il n'est ni court ni long, l'un des valets ou l'une des servantes mourra sans tarder. Le sillon laissé de côté appartenait à cette dernière catégorie. Voilà pourquoi la petite gardeuse de vaches, qui paraissait si alerte et plus saine que poisson, fut conduite au cimetière quelques semaines après. Ce malheur en entraîna un autre. Pendant la veillée mortuaire, une voisine restée seule, un moment, près du cadavre, le vit tout à coup rouvrir les yeux. Quand un mort dont les yeux ont été soigneusement fermés s'avise de les rouvrir pour regarder les personnes qui l'entourent, c'est pour leur apprendre que l'heure dernière de l'une d'elles approche. La chère femme ne se trompa pas à ce muet avertissement. Le dimanche suivant, une fièvre pernicieuse s'empara d'elle et l'emporta en neuf jours. »

## Tableaux et dessins
- François Hippolyte Lalaisse : Étude de costume de femme de Ploudaniel[186]
- Yvonne Jean-Haffen : La fontaine Sainte-Pétronille à Ploudaniel[187]
- Yvonne Jean-Haffen : Fontaine Sainte-Pétronille[188]

## Évènements
Le forum agroalimentaire :
En une douzaine d'années, le Forum est devenu l'élément phare du monde rural dans le Finistère. Une belle réussite qui tire aussi de son succès, de la mobilisation de toute une population. Pratiquement, toutes les associations de la commune participent à la manifestation, de nombreux habitants accueillent chez eux les gens des provinces et au total, plus de 500 bénévoles assurent durant le week-end, le bon fonctionnement et le succès de la fête.
L'Open de Tennis du Pays de Lesneven / Côtes des Légendes tous les ans en septembre
Organisé depuis 23 ans, l'Open de Tennis est depuis 3 ans ouvert aux meilleurs joueurs régionaux et nationaux. Ainsi, Charles Antoine Brezac, Vincent SApene, Antony Dupuis, Cyril Saulnier y ont participé. La Communauté de Communes du Pays de Lesneven y est le principal partenaire.

## Associations Sportives
- La Boule Sportive Ploudanieloise[190]
- Étoile Saint-Yves Football[191]
- Tennis Club de Ploudaniel[192]
- Patin Club de Ploudaniel[193]

## Associations culturelles
- Association Pangaea[194]

## Personnalités liées à la commune
- François Quéméneur est un habitant de Ploudaniel qui émigra au Québec à la fin du XVIIe siècle ; surnommé « La Flamme », il a eu de nombreux descendants qui ont pris pour nom de famille son surnom. Un monument en commémore le souvenir à Saint-François, dans l'Île d'Orléans, près de la ville de Québec.
- Alain-Louis-Félicité-Hippolyte de Coëtlogon, né le 27 septembre 1807 à Florence, fils aîné de Jean-Baptiste-Félicité, comte de Coëtlogon, émigré, officier de cavalerie et poète à ses heures, fut lui-même officier de dragons. Marié en 1833 avec Marie-Gabrielle du Plessis-Quinquis, il fut maire de Ploudaniel et conseiller général du Finistère[195].
- Jean Favé, né à Ploudaniel en 1828 et qui fut vicaire à Recouvrance, puis recteur de Botsorhel, avant d'être curé-doyen de Pleyben, puis de Plouguerneau, a été à la fin du XIXe siècle le conférencier le plus populaire du diocèse de Quimper et un grand prédicateur de missions bretonnes, par exemple à Audierne en janvier 1892, à Lambézellec en octobre 1892, à Ploumoguer en 1894, à Lesneven en 1895. Il eut son traitement supprimé par décision du ministre des cultes le 15 décembre 1897[196].
- Joseph Thomin (né le 30 juin 1931 à Ploudaniel) est un ancien coureur cycliste professionnel. Il a notamment remporté une étape de Tour de France 1956. Il a participé à sept Tours de France.
- Le caporal-chef Gahaignon Romain qui sert depuis 2013 au 27e bataillon de chasseurs alpins d'Annecy. Il a été déployé sur de nombreux théâtres d'opérations extérieures, notamment au Mali en 2016. Il a également défilé sur les Champs-Elysées en juillet 2018. Il est décoré de la croix du combattant, le titre de reconnaissance de la nation, la médaille outre-mer avec agrafe SAHEL, la médaille de la défense nationale et de la médaille militaire de la protection du territoire.